# Motorroller

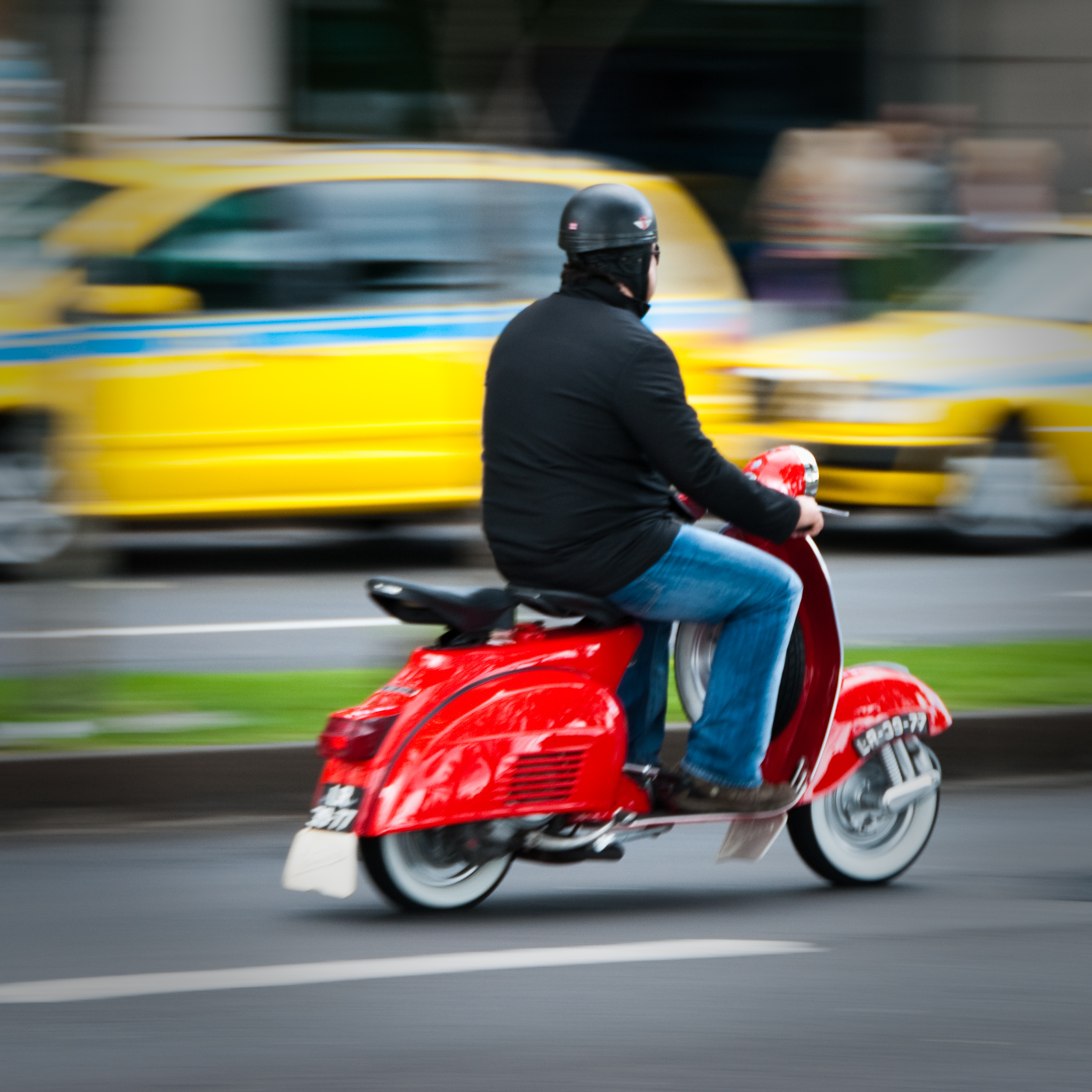
Vespa-Roller

Motorroller sind Sonderbauarten von Motorrädern, die ohne Knieschluss gefahren werden. Der typische Motorroller, wie er in den 1950er-Jahren mit Vespa, Innocenti Lambretta und ähnlichen bekannt wurde, hat zwischen Lenker und Sattel einen freien Durchstieg, das heißt im Kniebereich keine festen Fahrzeugteile wie Kraftstofftank und Motor, ein Bodenblech als Trittbrett statt Fußrasten und eine Verkleidung zum Schutz vor Verschmutzung. Neben herkömmlichen Motorrollern mit Verbrennungsmotor setzen sich zunehmend Elektromotorroller im Markt durch.

## Geschichte
Der amerikanische Hersteller Autoped Company of Long Island City, New York, stellte 1915 den ersten ursprünglich als Kinderroller gedachten Motorroller her. Der erste Motorroller deutscher Produktion, ein Lizenznachbau von Autoped, wurde 1919 von Krupp in Essen hergestellt; der Krupp-Roller von nur 130 cm Gesamtlänge hatte Vorderradantrieb. DKW beziehungsweise die Zschopauer Motorenwerke J. S. Rasmussen nannten ihr ab 1921 gefertigtes Sesselrad, das einige Merkmale eines Motorrollers aufwies, Golem; produziert und vertrieben wurde es von 1921 bis 1922 von Eichler in Berlin. Das 1922 entstandene DKW-Sesselrad Lomos hatte einen 142-cm³-Zweitaktmotor und ebenso wie das Golem Gebläsekühlung und Riemenantrieb; auch diese Produktion wurde an Eichler abgegeben, sie endete 1925. Beide DKW-Modelle hatten am Vorderrad eine geschobene Kurzschwinge mit Hilfsgabel.

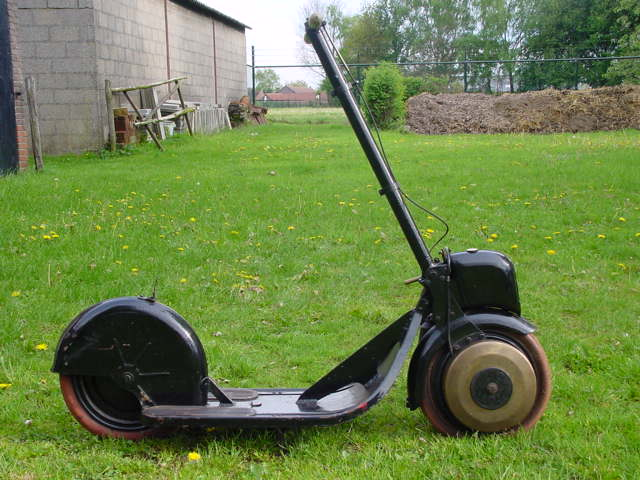
Autoped (1919)
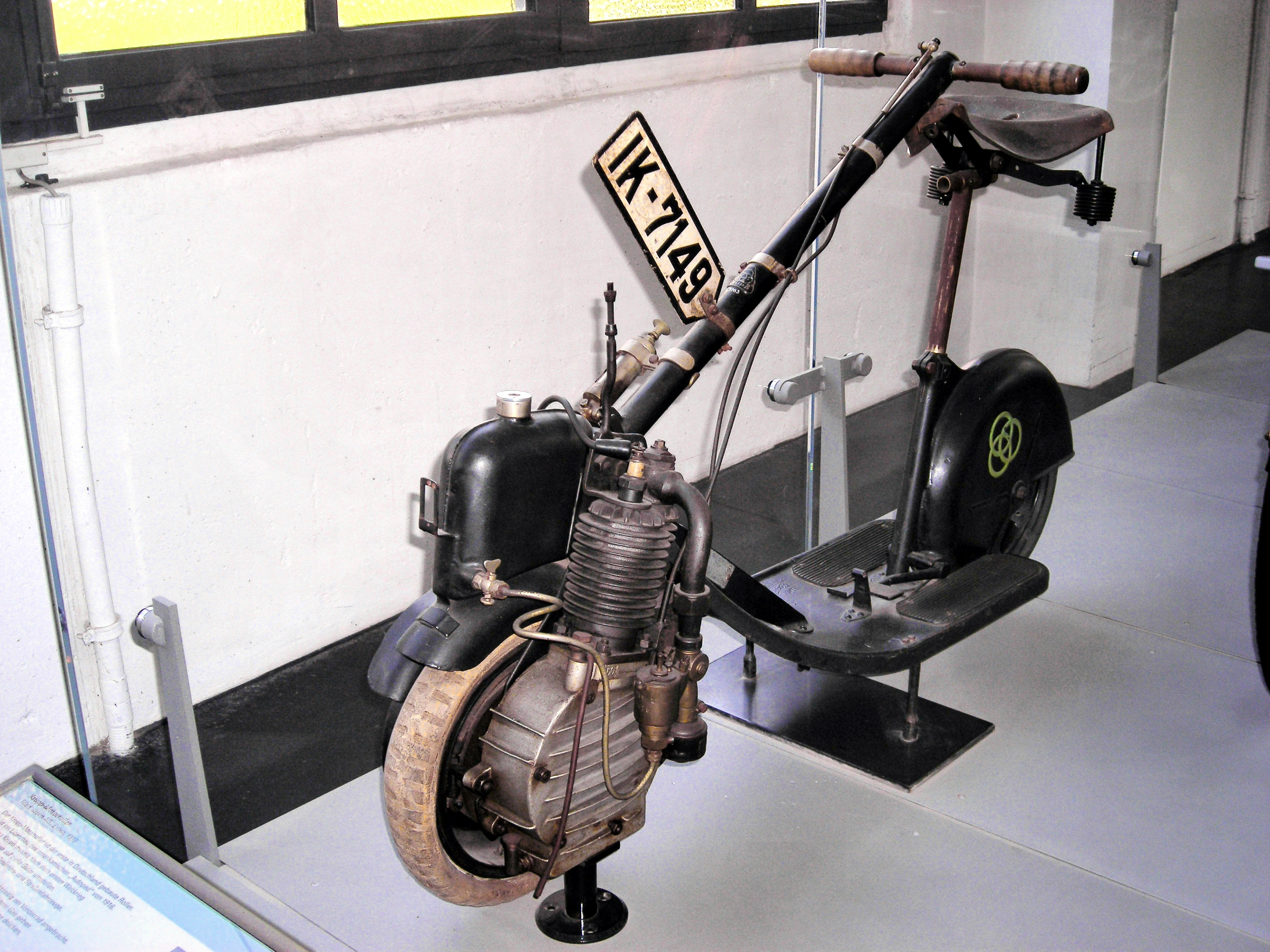
Krupp-Roller (1919)
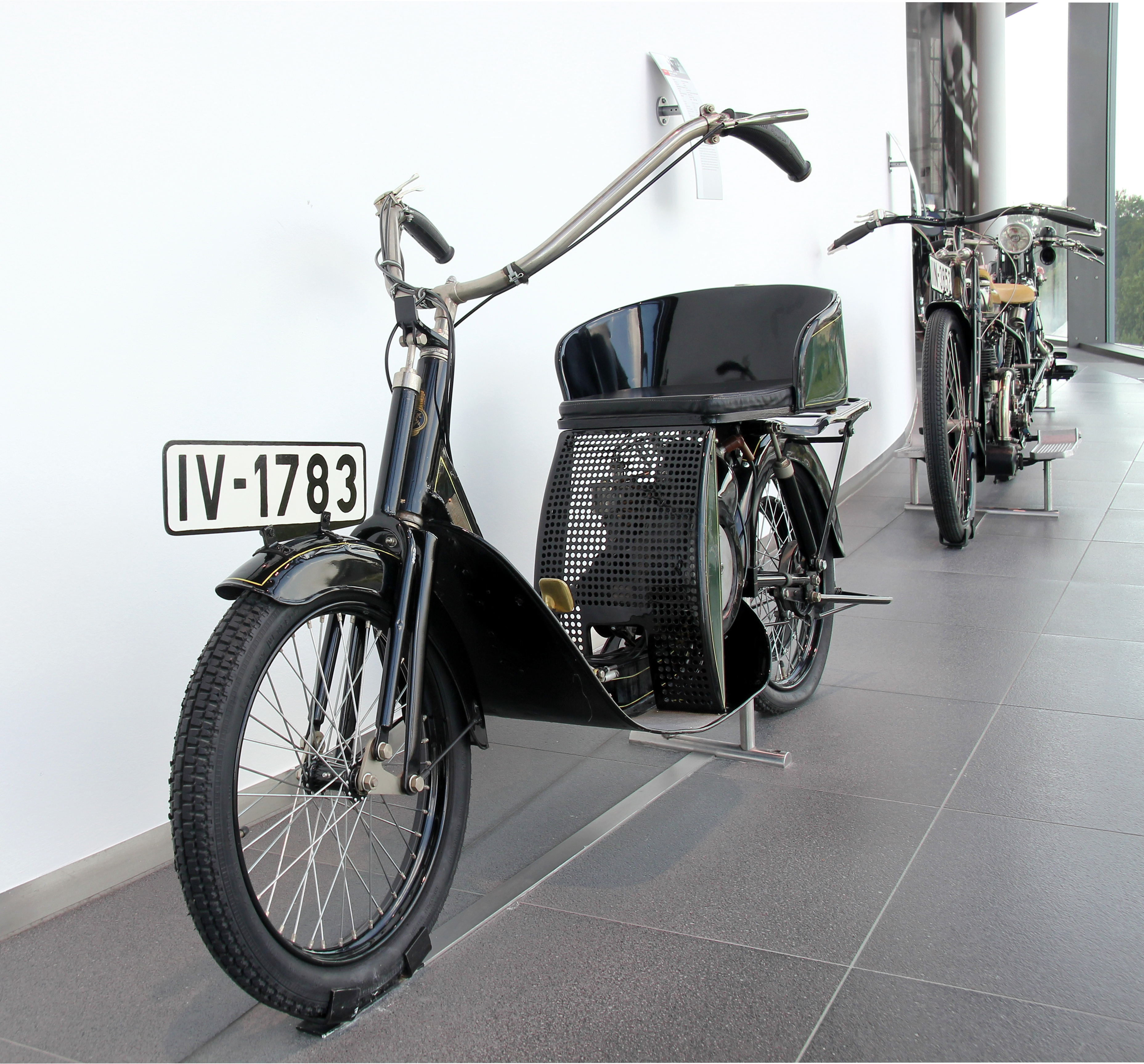
Lomos (1923)

### Nachkriegszeit
1946 wurde der Motorroller durch die Vespa des italienischen Herstellers Piaggio weltweit bekannt. Innocenti mit der Lambretta folgte 1947. Die typische Form stammt von Motorrollern alliierter Luftlandetruppen, den sogenannten Welbikes. Diese Bauweise wurde bis heute von vielen Herstellern übernommen.
Motorroller waren oft in Kinofilmen der damaligen Zeit zu sehen, was ihre Verbreitung förderte, beispielsweise in
- Ein Herz und eine Krone (1953) mit Audrey Hepburn und Gregory Peck
- Happy End im September (1961) mit Rock Hudson und Gina Lollobrigida;
- Unter der Treppe (1969) mit Rex Harrison und Richard Burton.

Der Prototyp des Rollers Riedel Till ist im deutschen Heimatfilm Schwarzwaldmädel (1950) mit Sonja Ziemann, Rudolf Prack und Walter Müller zu sehen; Dreh-Ende war am 3. Juni 1950, im Herbst 1950 wurde die Entwicklung des Till-Rollers eingestellt.
Einen Motorroller zu fahren wurde wichtiger Bestandteil der damaligen Jugend-Subkultur (siehe dazu Mod (Subkultur)).
Einer der ersten westdeutschen Roller nach dem Krieg (1949) hieß Walba (später als Faka weiterproduziert). Noch früher war der von dem Flugzeugkonstrukteur Heinz Sombold entworfene Roller Troll mit Vorderradantrieb entstanden, der bei VMO, einem Hersteller in Lamspringe, und später von Faka produziert wurde. Der erste Rollerboom war in den Jahren des Wirtschaftswunders. 1950 nahmen die NSU Motorenwerke die Lizenzproduktion der Innocenti Lambretta auf. Die NSU Lambretta war in den 1950er Jahren der beliebteste deutsche Motorroller; 117.043 Stück wurden gebaut. Weitere westdeutsche Rollertypen waren das Maicomobil, der Heinkel Tourist, die Zündapp Bella und die Dürkopp Diana. Von 1954 bis 1957 baute DKW den Motorroller DKW Hobby mit stufenlosem Riemengetriebe (System Uher) in einer Auflage von 45.303 Einheiten. In Österreich dominierte Puch mit 125er- und 150er-Rollern den Markt; dazu gab es auch Kleinroller mit 50 cm³ Hubraum, u. a. Puch DS 50.

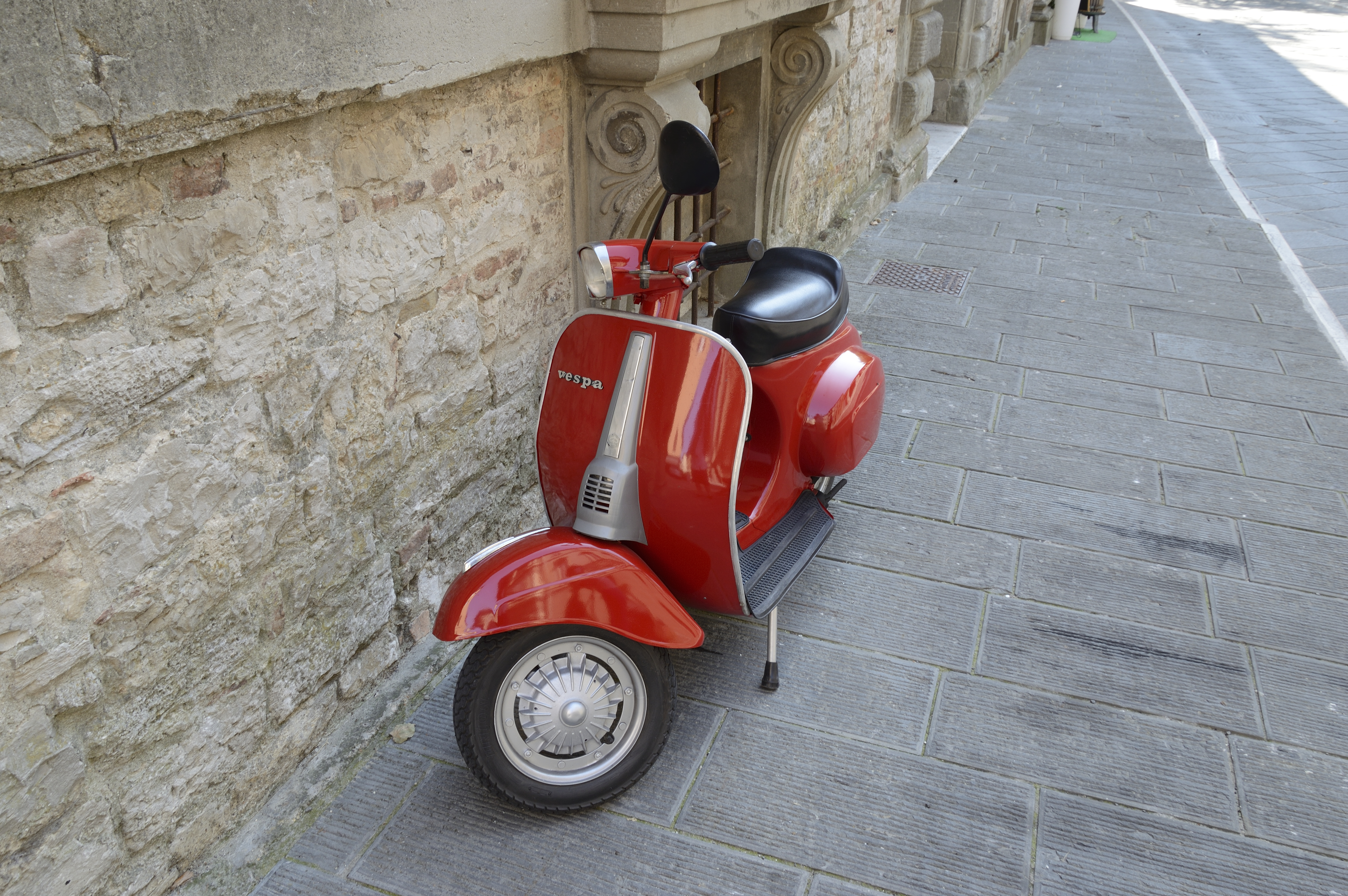
Vespa-Roller
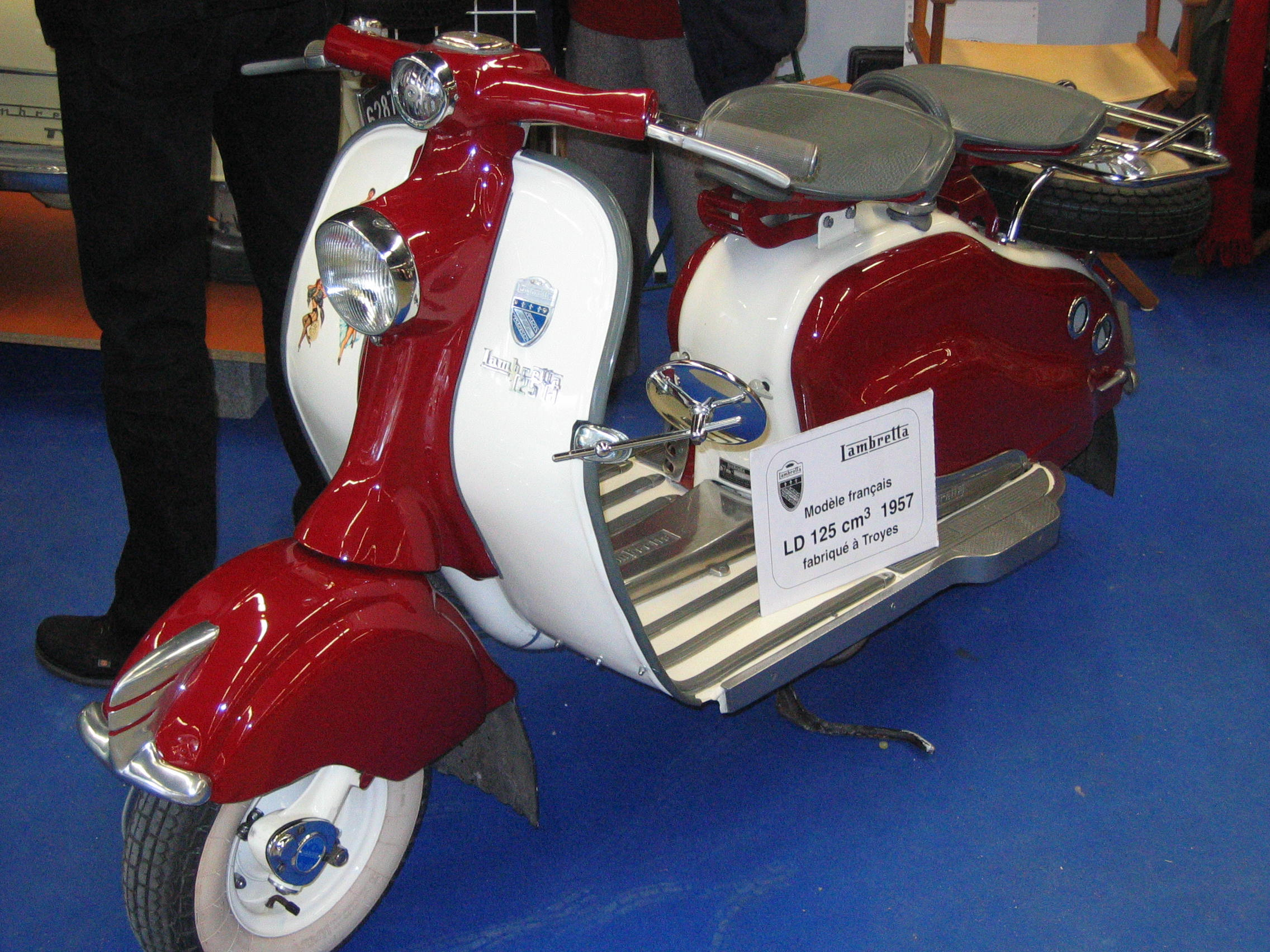
Innocenti-Lambretta-Roller
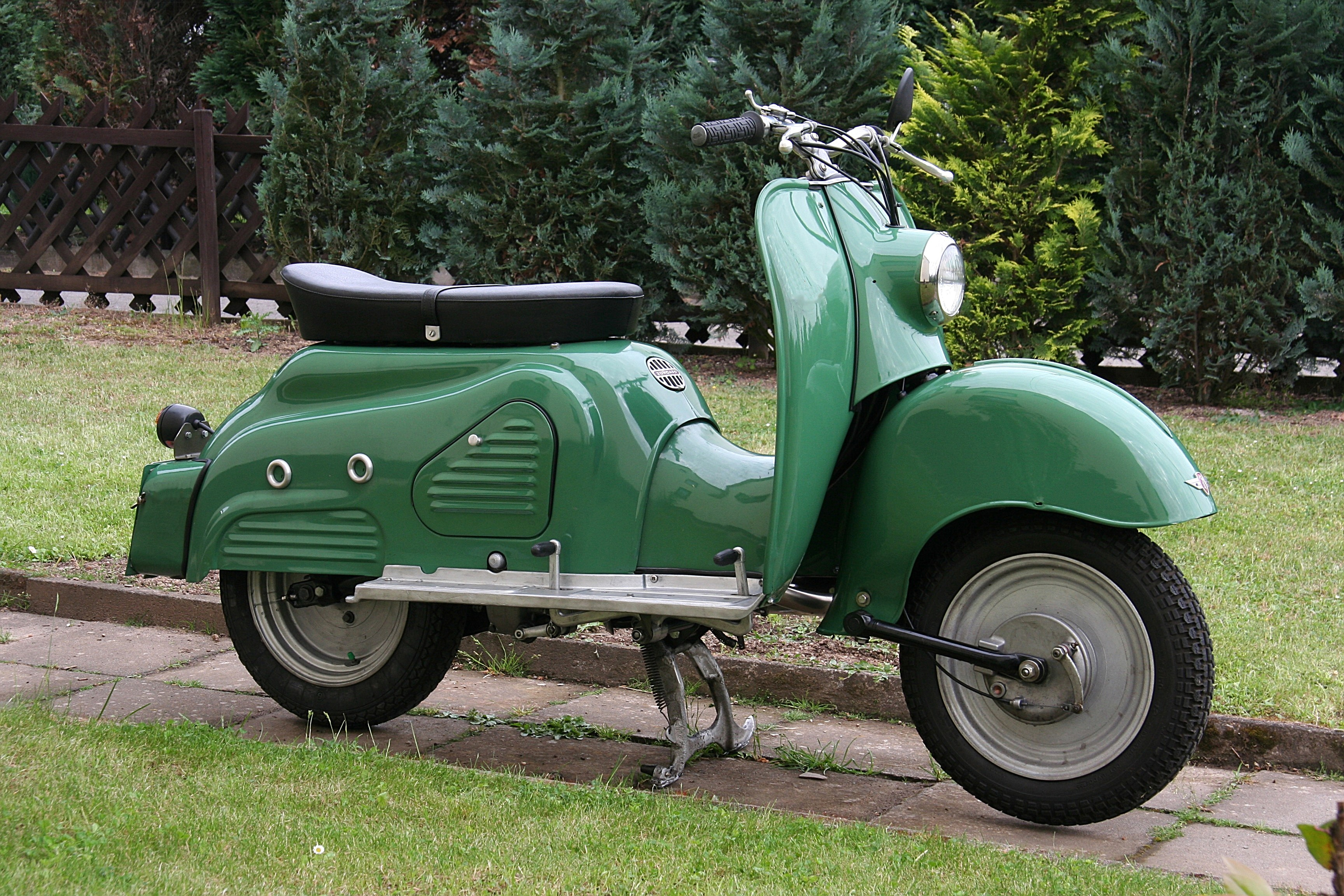
Zündapp Bella R 154
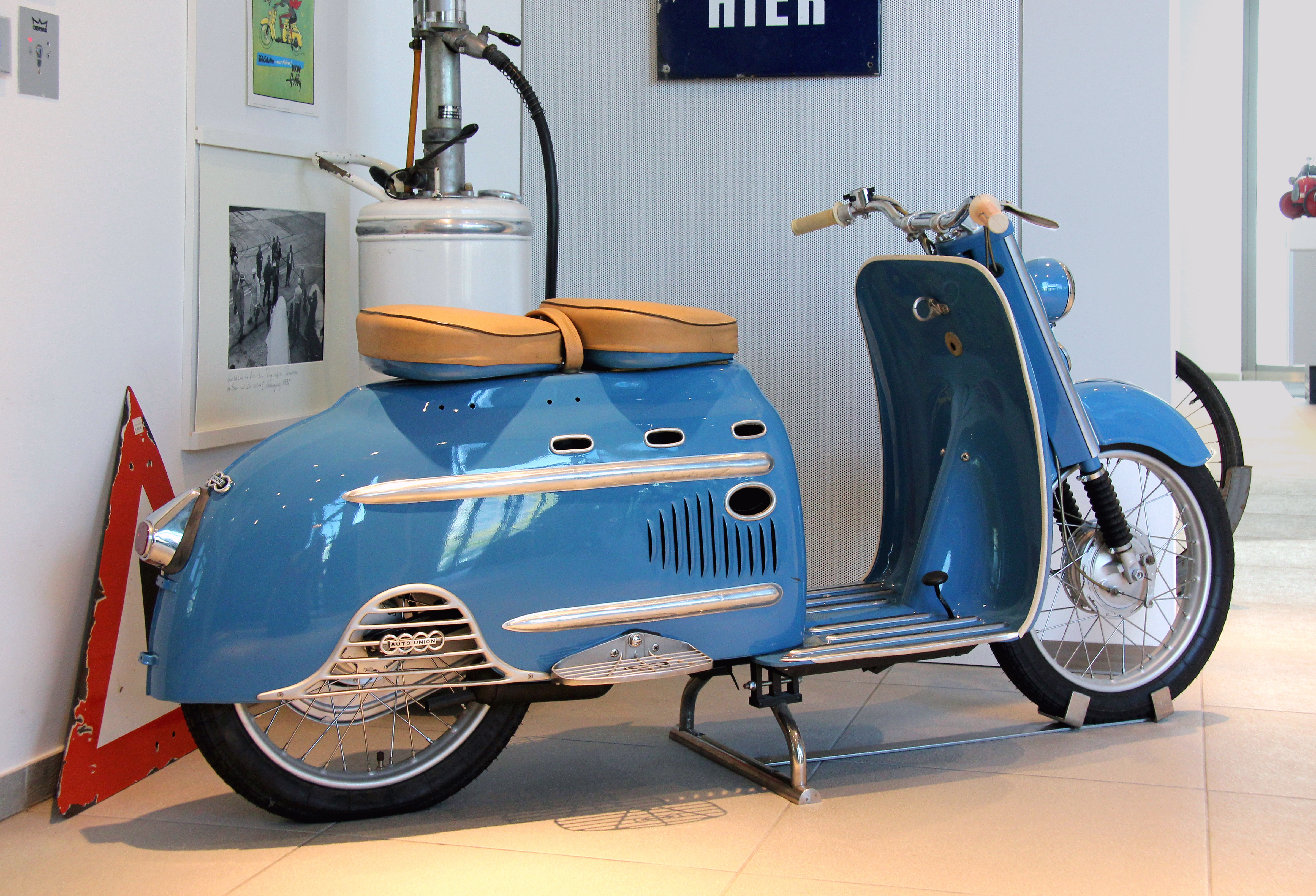
DKW Hobby
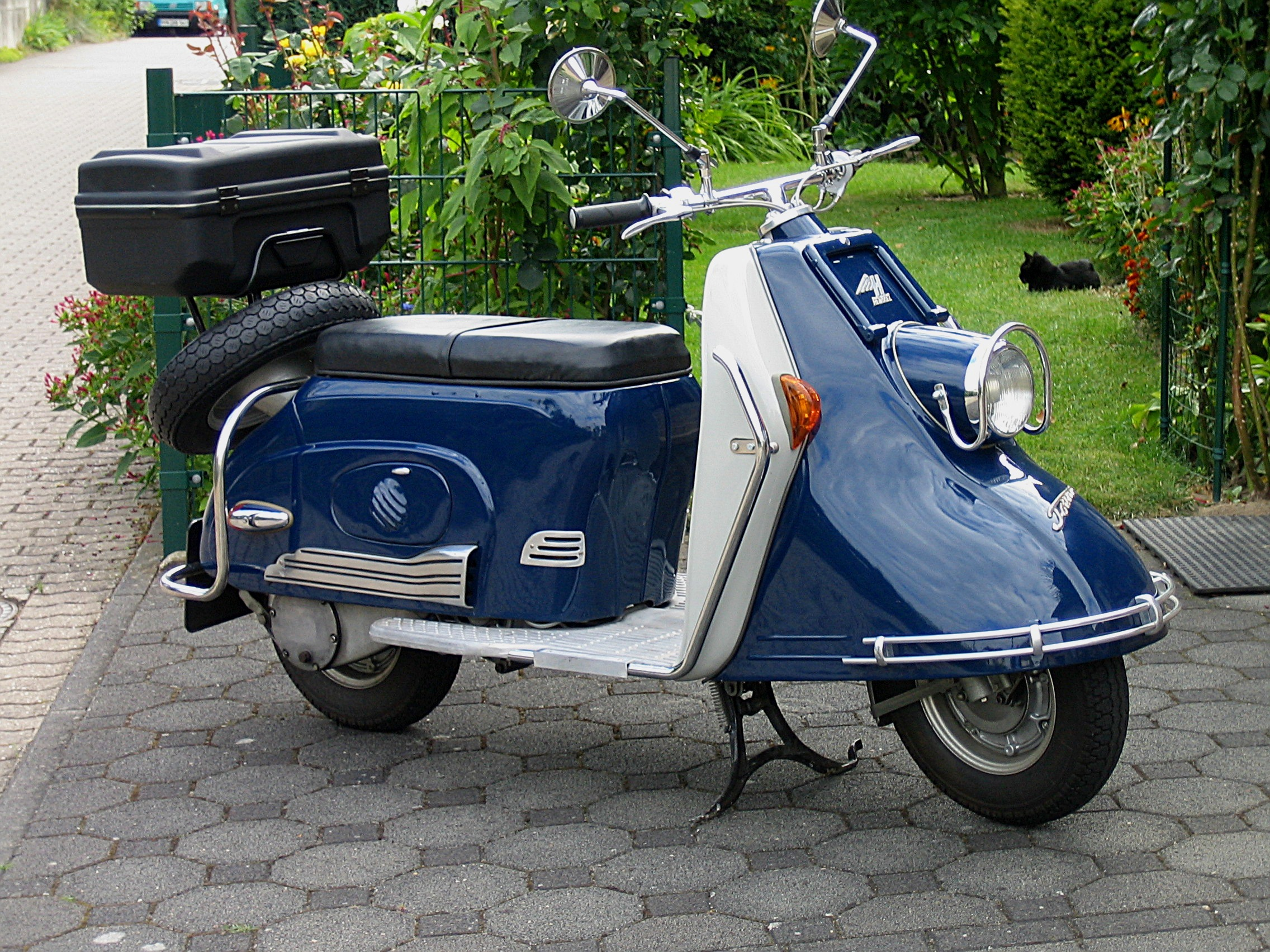
Heinkel Tourist 175
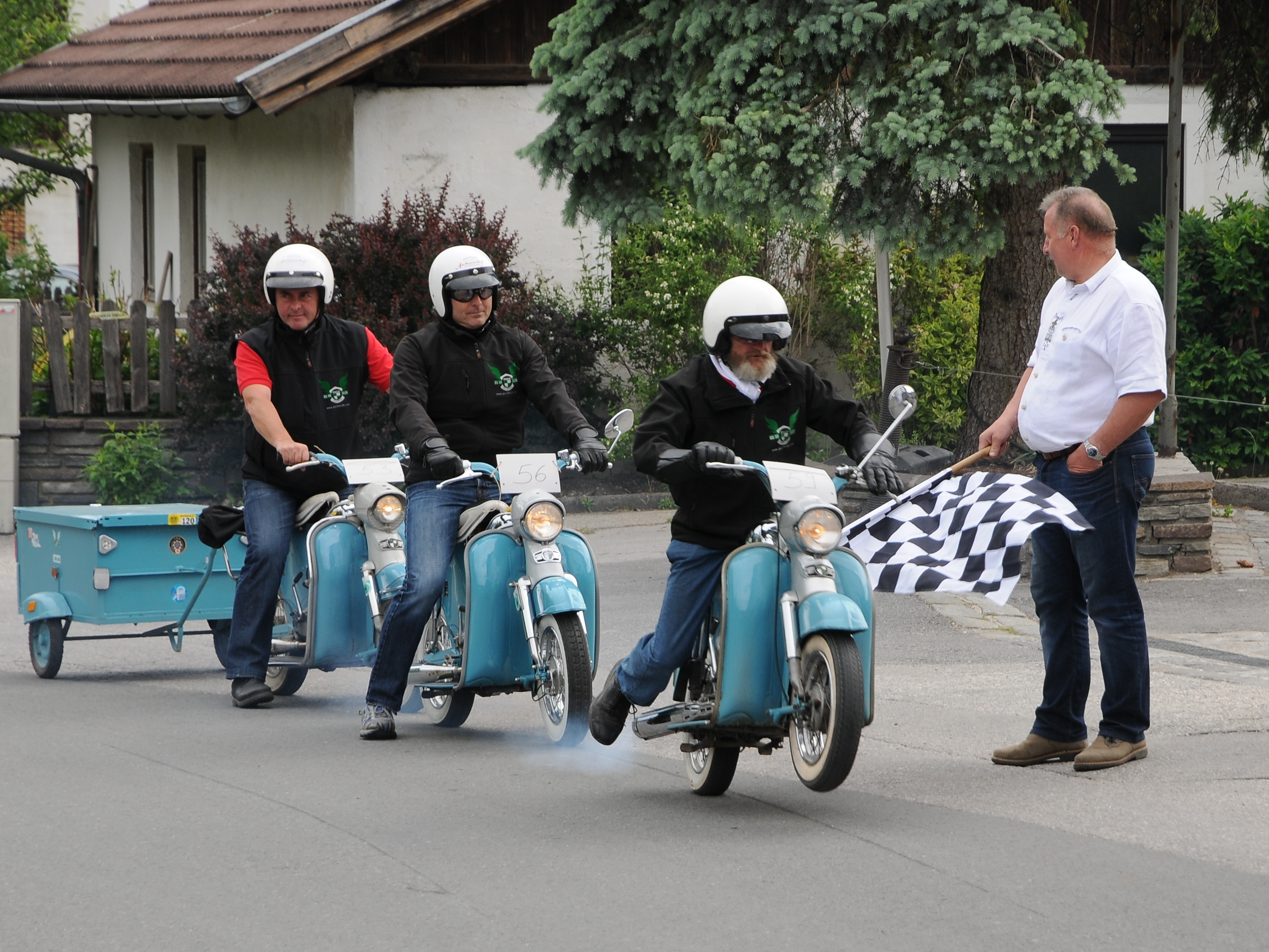
Puch DS 50

In der DDR waren die Roller Pitty, Wiesel, Berlin und Troll weit verbreitet, ebenso wie die aus der Tschechoslowakei importierten Modelle Čezeta, Tatran und Manet. Außer diesen Modellen produzierte Simson die Kleinroller KR 50 und Schwalbe, die jedoch konstruktiv eher verkleidete Mokicks waren. 1986 folgte der Kleinroller SR50. Die Simson-Kleinroller wurden in großen Stückzahlen produziert.
Zu Beginn der 1950er-Jahre gab es in der Presse erregte Diskussionen über das Problem, dass Frauen als Sozia oft im Damensitz, also seitlich auf dem Roller sitzend, mitgenommen wurden, was mitunter Ursache von Unfällen war. In Deutschland dürfen deshalb seit 1956 Frauen auf dem Roller nicht mehr im Damensitz mitfahren. Dafür stellte Vespa mit der Denfeld-Sitzbank eine Neuentwicklung zur Verfügung.

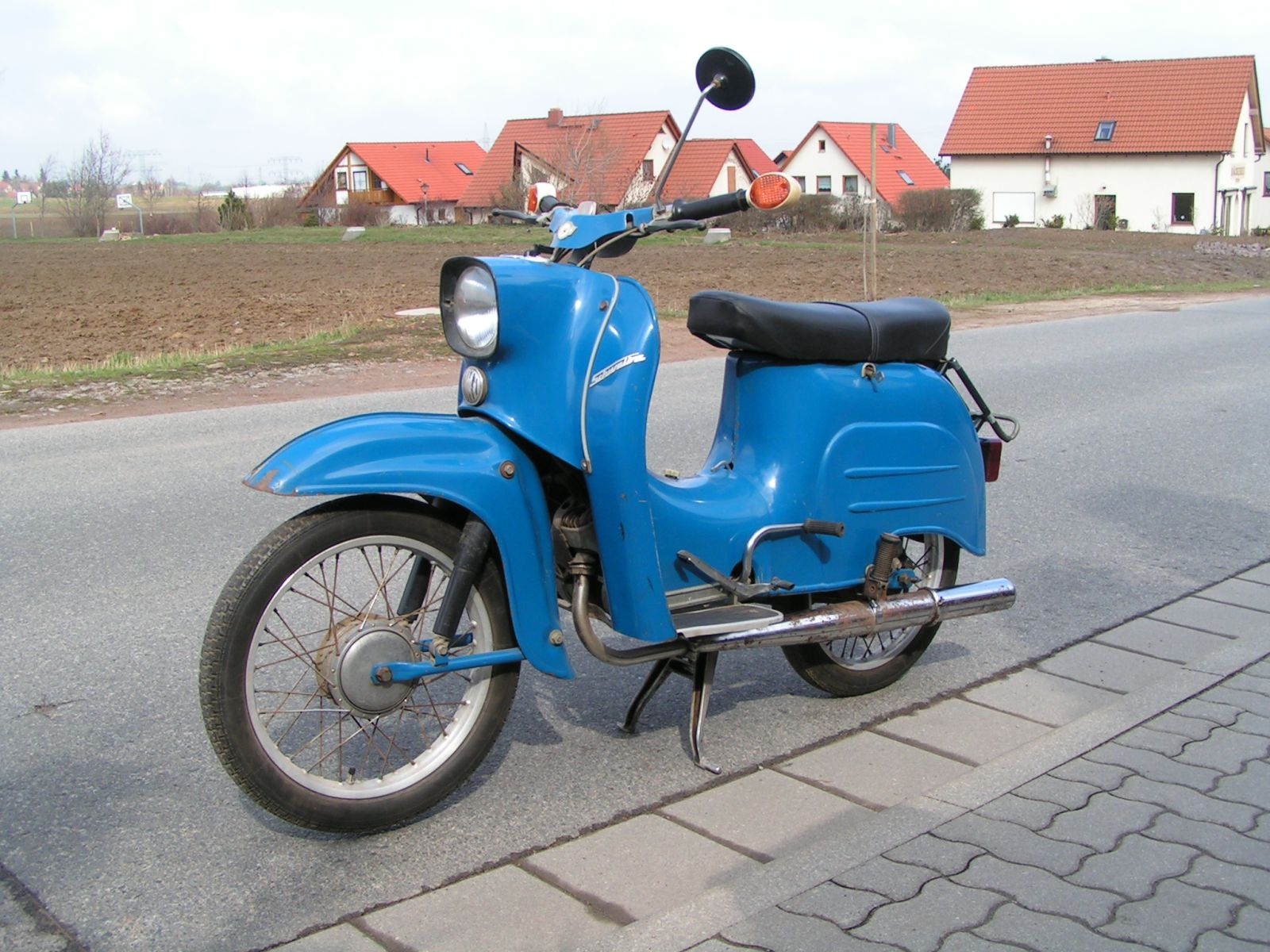
Simson Schwalbe
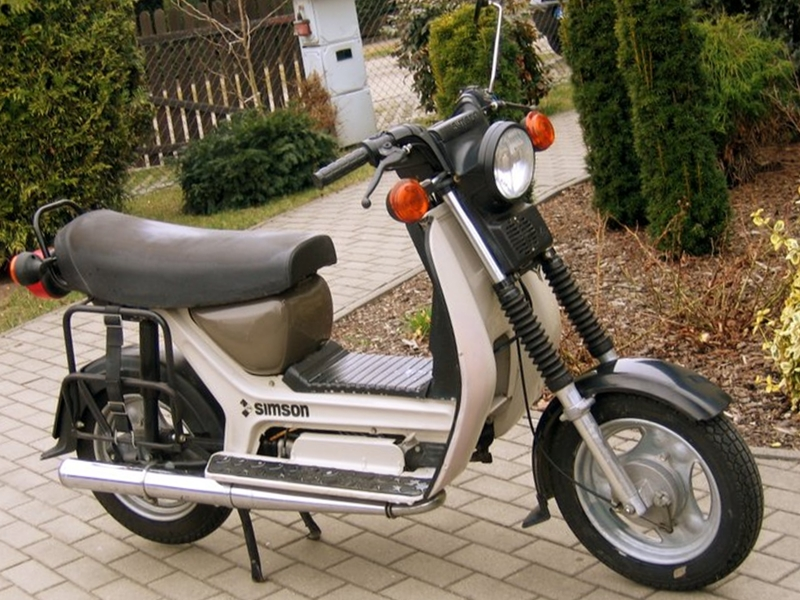
Simson SR50
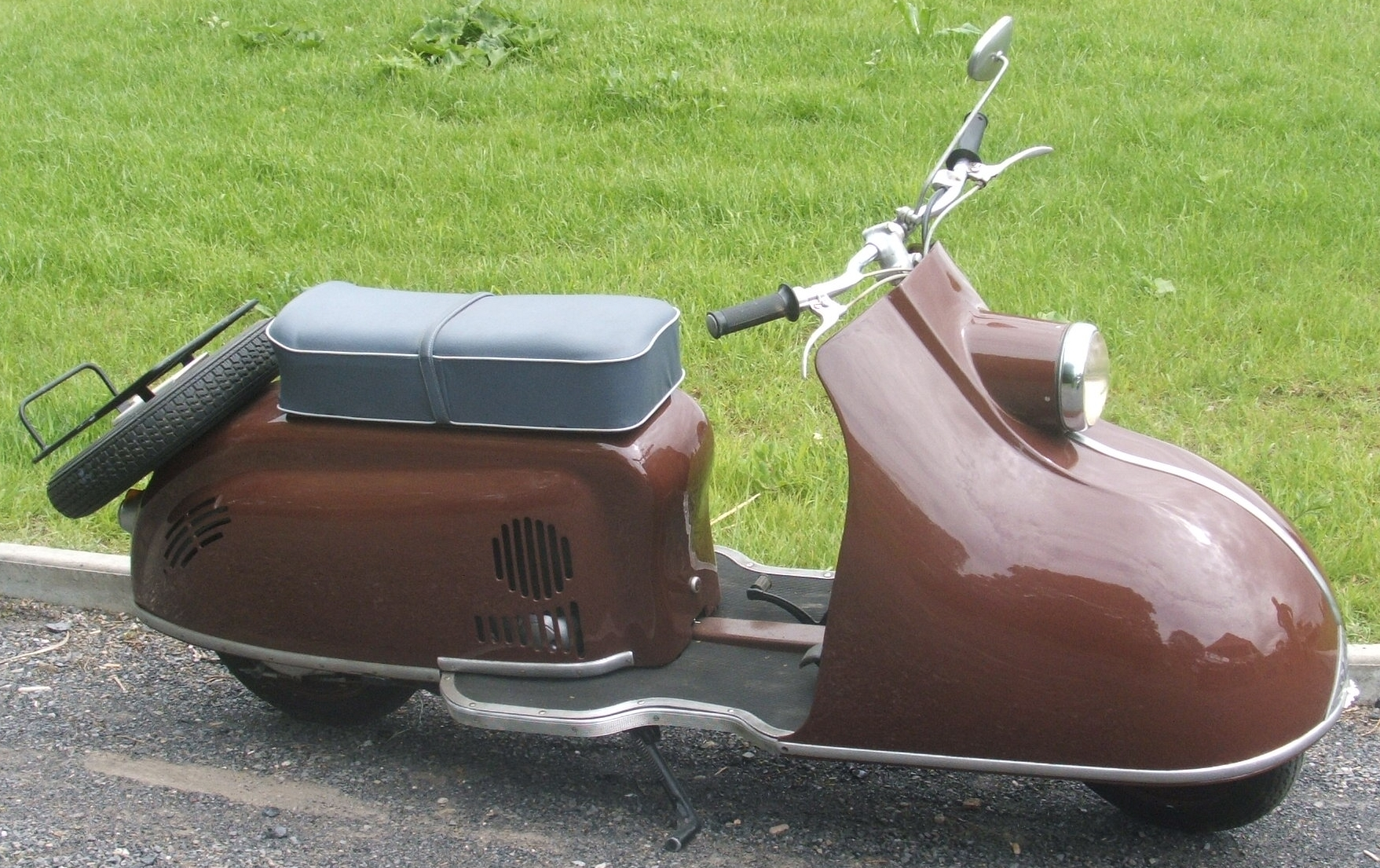
Pitty

Waren 1961 noch 518.000 Motorroller in der Bundesrepublik Deutschland zugelassen, fiel deren Marktanteil 1971 auf einen absoluten Tiefstand. Anfang der 1990er-Jahre waren noch 72.000 Motorroller in der Bundesrepublik zugelassen.

### Neuzeit

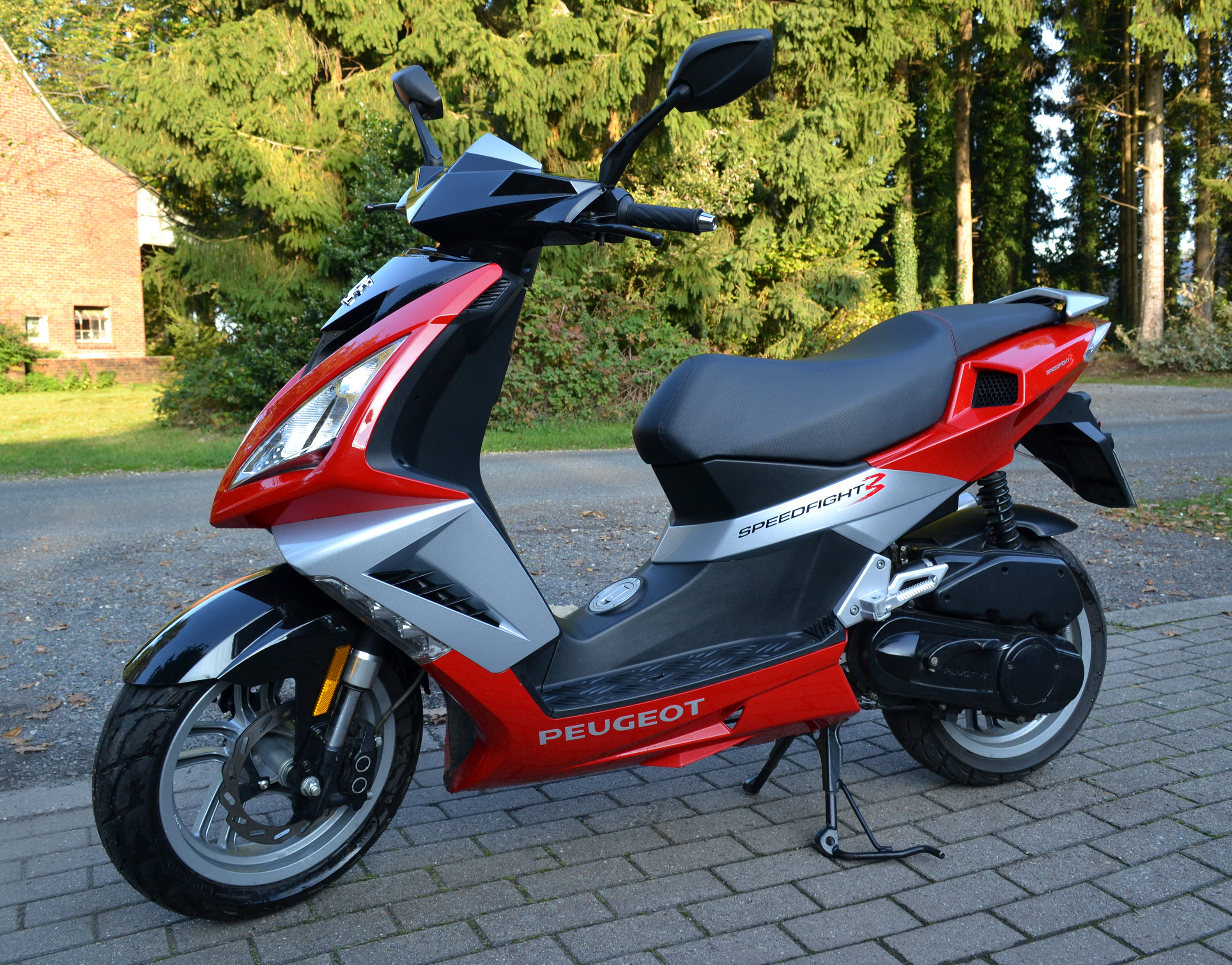
Peugeot Speedfight 3

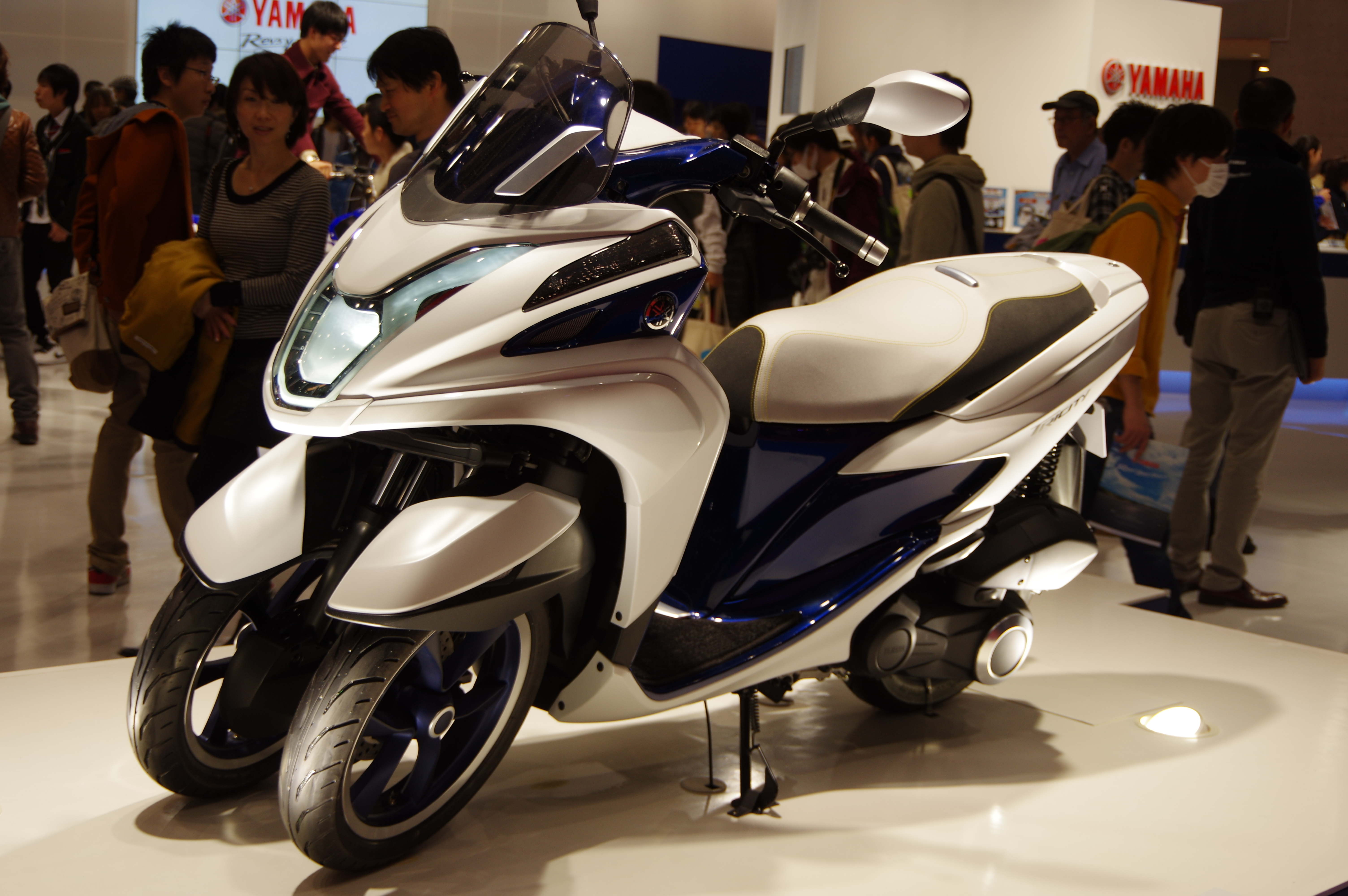
Yamaha Tricity

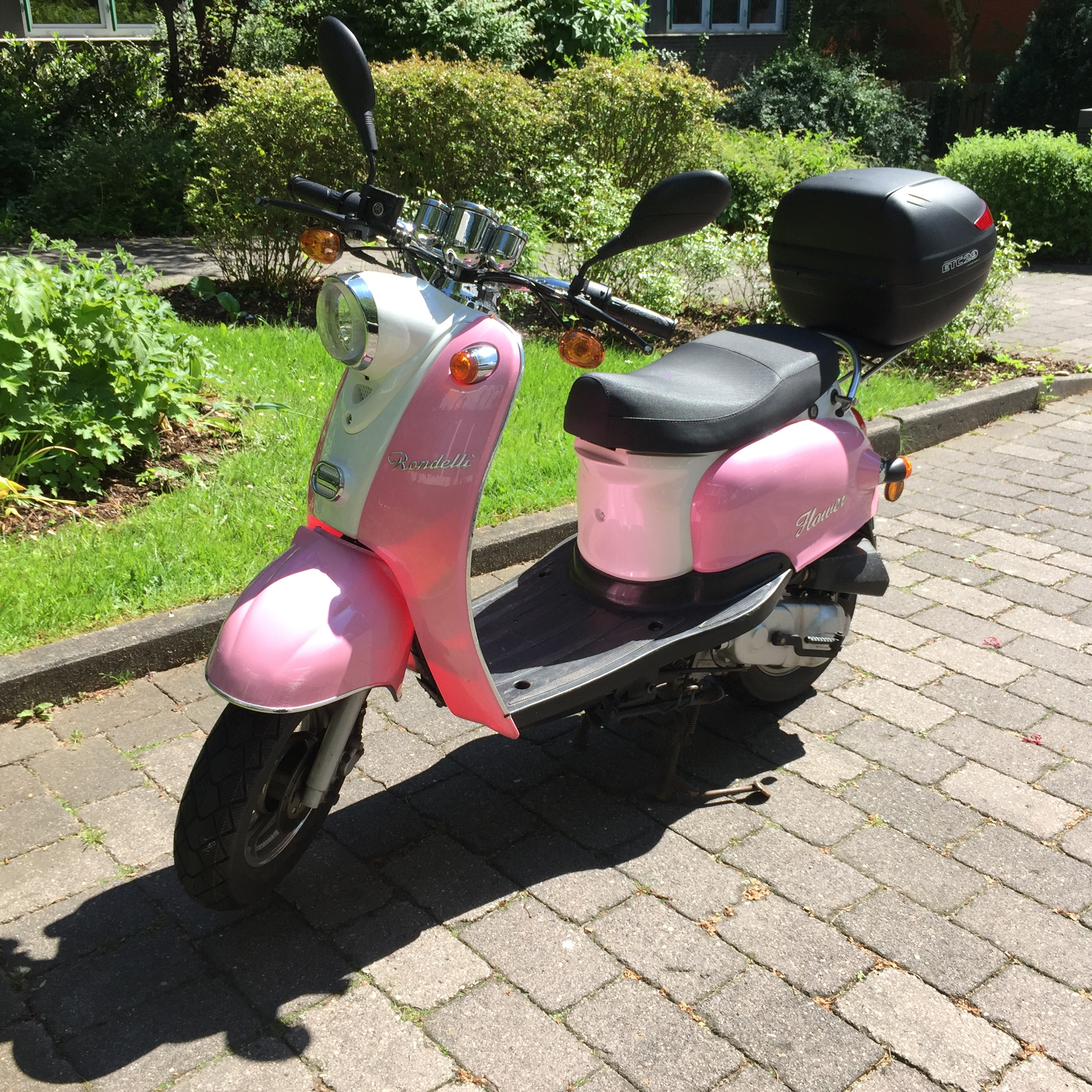
Rondelli Motorroller

Die Industrie schaffte es in den 1990er-Jahren, dem Motorroller ein neues Image zu geben, das das klassische Kleinkraftrad in Form des Mokicks ablöste.

„Erst in dem Moment, als die Hersteller erkannten, dass sich 50er Roller nicht nur an Hausfrauen und Pastoren verkaufen ließen, gewann die Rollerwelle an Schwung. Der Schlüssel zu dieser Entwicklung lag in der Entdeckung der sportlichen Roller-Gene.“

Die Roller wurden nun vor allem als Scooter und Cityflitzer verkauft. 1994 erschien der Aprilia SR 50, der erste Sportroller in der Klasse bis 50 cm³ Hubraum, der technisch auf dem neuesten Stand war. Der Honda-CN-250-Helix-Roller mit 250 cm³ Hubraum wurde 1992 in Deutschland angeboten. Yamaha Majesty (1996) und Suzuki Burgman (1998) folgten. Es kamen „überdachte“ Roller wie der BMW C1 (2000) hinzu.
Dreirädrige Roller wie der Peugeot Metropolis 400, Piaggio MP3 (2006), Quadro Qv3, Yamaha Tricity und Kymco CV 3 550i sind neue Entwicklungsstufen des Motorrollers.
Leistungsstarke Motorroller wie die Aprilia SRV 850 und BMW C 600 Sport erschienen 2012. Die bisher gebauten Zweitaktmotoren im Bereich bis 50 cm³ Hubraum werden bei Neufahrzeugen aufgrund der seit 2016 geltenden Abgasvorschriften durch Viertaktmotoren ersetzt. Motorroller mit Zweitaktmotoren über 50 cm³ Hubraum sind seit 2003 als Neufahrzeuge nicht mehr erhältlich. Neben den Modellen mit Verbrennungsmotor gibt es zunehmend Elektromotorroller. Insbesondere in China sind Elektroroller stark verbreitet, da Roller mit Verbrennungsmotor dort in vielen Innenstädten verboten wurden.

## Typeneinteilung
Motorroller werden für verschiedene Geschwindigkeiten und Führerscheinklassen angeboten.
- Mofa-Roller mit 49 cm³ Hubraum und 25 km/h bbH,
- Mokick-Roller mit 49 cm³ Hubraum und 45 km/h (DDR-Modelle wie Schwalbe oder Simsons S-Reihe bis 60 km/h mit der Fahrerlaubnis Klasse AM),[13]
- Leichtkraftrad-Roller mit 125 cm³ Hubraum mit einer Leistung von maximal 11 kW/15 PS,
- Großroller mit einem Hubraum von 250 cm³ bis 840 cm³ und einer maximalen Leistung (2016) von 56 kW (76 PS).

## Motor
Die meisten Roller werden von Einzylindermotoren angetrieben. Wegen der verschärften Abgasvorschriften (EU-Richtlinien 97/24/EC und 2002/51/EC) werden in Zukunft weniger Zweitaktmotoren eingebaut, obwohl Einspritzanlagen sowie ungeregelte und geregelte Katalysatoren zur Anwendung kommen. Die seit dem 1. Januar 2016 auch für Motorroller geltende Abgasnorm Euro 4 wird aber inzwischen auch bei Neufahrzeugen mit Zweitaktmotoren erfüllt.

### Zweitaktmotor
Die Vorteile eines Zweitakters sind die höhere Leistung bei niedrigeren Drehzahlen, daraus resultierend ein besseres Beschleunigungsvermögen, generell ein breiteres nutzbares Drehzahlband, das geringere Gewicht, geringere Vibrationen sowie die einfache und kostengünstige Herstellung und Wartung. Dem prinzipbedingten Nachteil der Zweitakter, dass dem Treibstoff Motoröl beigefügt werden muss (Zweitaktgemisch), begegneten die Rollerhersteller Ende der 1980er-Jahre durch automatische Mischeinrichtungen mit Vorratsbehälter für das Schmieröl.
Luftverschmutzung durch Zweitakter
Der Partikelausstoß eines Motorrollers mit Zweitaktmotor liegt weit über dem eines Pkw mit Dieselmotor. Der Stickoxidausstoß kann bei Direkteinspritzung wie bei Dieselmotoren über dem eines Viertakt-Ottomotors mit Vergaser liegen. Ursächlich für die hohen Partikelemissionen bei den Zweitaktern ist die schlechte Verbrennung des beigemischten Schmiermittels. Seit 1999 kommen durch die Anwendung der Abgasnorm Euro 1 ungeregelte Oxidationskatalysatoren zum Einsatz.
Eine Untersuchung eines internationalen Forscherteams hat 2014 festgestellt, dass Motorroller mit Zweitaktmotoren sowohl im Leerlauf als auch bei der Fahrt wesentlich mehr organische Aerosole ausstoßen als andere Kraftfahrzeuge. Bei den un- oder teilverbrannten Kohlenwasserstoffen waren die Werte 124-mal, bei Aerosolen bis zu 771-mal höher. Die Ergebnisse zeigen, dass Motorroller mit Zweitaktmotoren „asymmetrische Luftverschmutzer“ sind, die im „Extremfall für bis zu 96 % der organischen Abgase in den Straßen verantwortlich“ sind. Bereits das Warten hinter einem Zweitaktroller an einer Ampel kann „hochgradig gesundheitsschädlich“ sein.

### Viertaktmotor

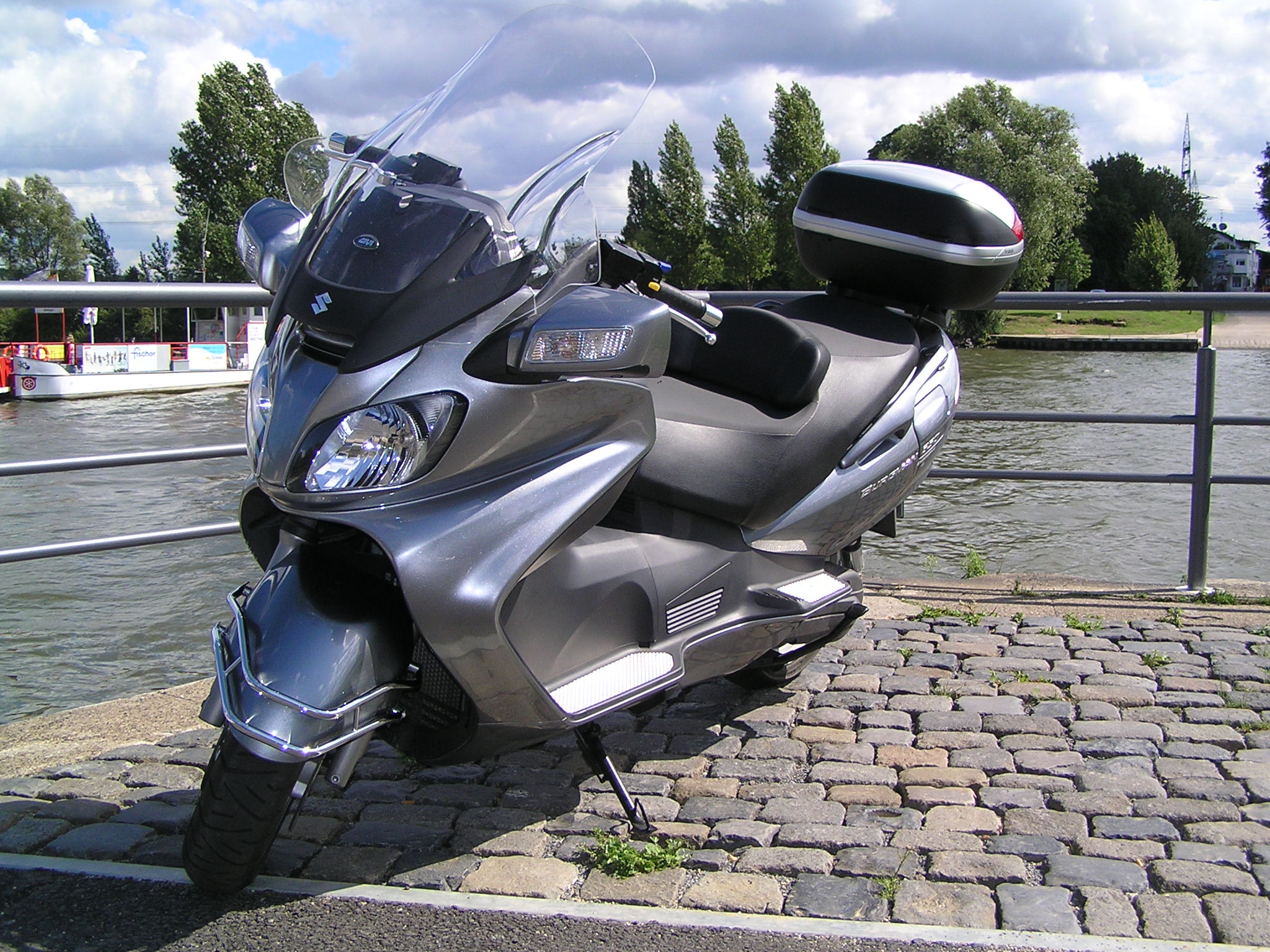
Suzuki Burgman 650 (2006)

Bei Motorrollern ab 125 cm³ Hubraum werden seit 2003 nahezu ausschließlich Viertaktmotoren eingebaut. Die Modelle Italjet Dragster sowie Gilera Runner waren 2003 die letzten käuflichen Modelle mit einem leistungsstarken Zweitaktmotor; das Modell Vespa PX 150 erreichte mit Katalysator Euro 3. Mittlerweile werden in immer mehr 50-cm³-Rollern Viertaktmotoren eingesetzt. Besonders leistungsstarke Modelle haben zwei Zylinder (zum Beispiel Yamaha TMAX, BMW C600 SPORT, BMW C650 GT, Suzuki Burgman AN650, Honda Silver Wing; alle liegen in der Höchstgeschwindigkeit bei rund 175 km/h und beschleunigen in 6,5 bis 8 Sekunden auf 100 km/h). Der schnellste erhältliche Roller war der Aprilia SRV 850 mit 839 cm³ und 56 kW (76 PS) Motorleistung und einer Höchstgeschwindigkeit von über 190 km/h.

## Technik

### Antrieb
Von jeher bilden bei Motorrollern Motor und Getriebe meist eine Einheit. Ältere Roller haben überwiegend Handschaltung oder eine fußbetätigte Schaltwippe. Erste Patente für eine stufenlose Übersetzung mit Variator und Riemenantrieb erhielten Don Heyer (1942) und Edmond Uher (1954), dessen Antrieb beim DKW Hobby verwendet wurde.
Seit den 1990er-Jahren ist die Kombination von automatischem stufenlosem Riemengetriebe mit Triebsatzschwinge Stand der Technik. Sie kann zu geringen Kosten produziert werden. Sein niedriger Preis hat den Motorroller als Kurzstreckenfahrzeug in Deutschland wieder populär gemacht. Das stufenlose Keilriemengetriebe wird oft nach dem der Pkw von Daf als „Variomatik“ bezeichnet.
Die Triebsatzschwinge leitet die Motorleistung über Zahnräder (Direktantrieb), Riemen oder Kette an das Hinterrad weiter. Fahrdynamisch nachteilig ist, dass die Triebsatzschwinge eine höhere ungefederte Masse am Hinterrad hat als eine herkömmliche Schwinge. Daher haben die Großrollermodelle wie Motorräder fest im Rahmen eingebaute Motoren mit einem zusätzlichen Sekundärtrieb, allgemein Kette vom Getriebe zum Hinterrad.

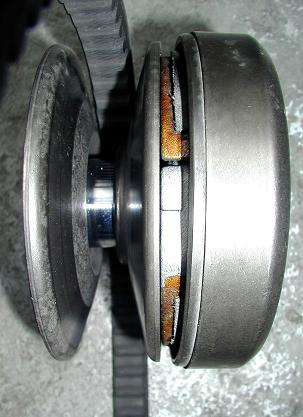
Hintere Antriebseinheit – bestehend aus: Wandler mit Gegendruckfeder, Fliehkraftkupplung und Kupplungsglocke
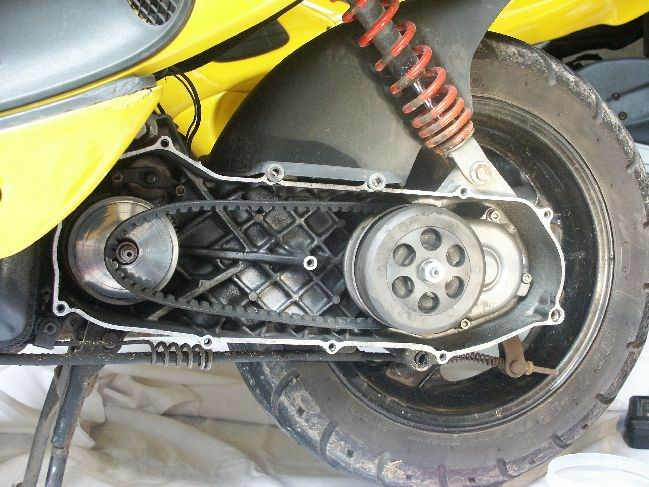
Triebsatzschwinge mit Variator (links), Kupplung und Radantrieb (rechts)

### Rahmen

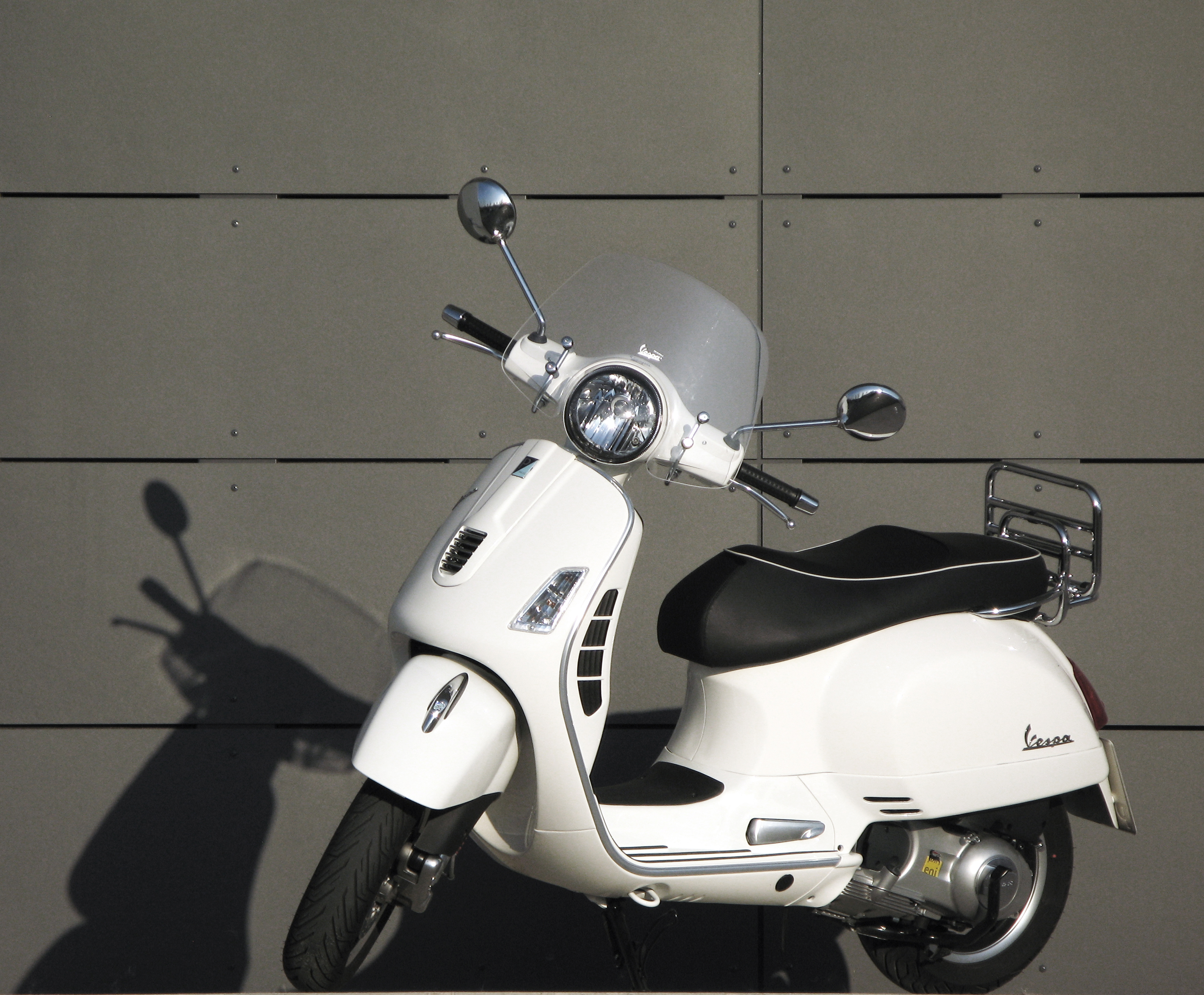
Vespa GTS 300

Beim Motorroller lassen sich beim Rahmen grundsätzlich vier Konstruktionsweisen unterscheiden:
- Pressstahlrahmen als selbsttragende Karosserie, u. a. bei der ersten Vespa und Nachfolgemodellen wie ET/LX- und GT-Baureihe
- Rückgratrohrrahmen mit einer Verkleidung aus Kunststoff oder aus Blech
- Deltaboxrahmen aus Aluminium, eine Weiterentwicklung des Rückgratrohrahmens (u. a. bei Peugeot JetForce und Gilera DNA verwendet)
- Gitterrohrrahmen, bislang nur beim Italjet Dragster angeboten.[22]

Das Vorderrad wird entweder in einer gezogenen Kurzschwinge (Vespa), geschobenen Kurzschwinge oder in einer Teleskopgabel geführt. Nur die Modelle Formula und Dragster der Marke Italjet hatten Achsschenkellenkung. Für die Hinterradführung kommt bei modernen Rollern bis 50 cm³ Hubraum eine Triebsatzschwinge zum Einsatz, hubraumgrößere Roller (Großroller) haben meist den Motor im Rahmen fest eingebaut.

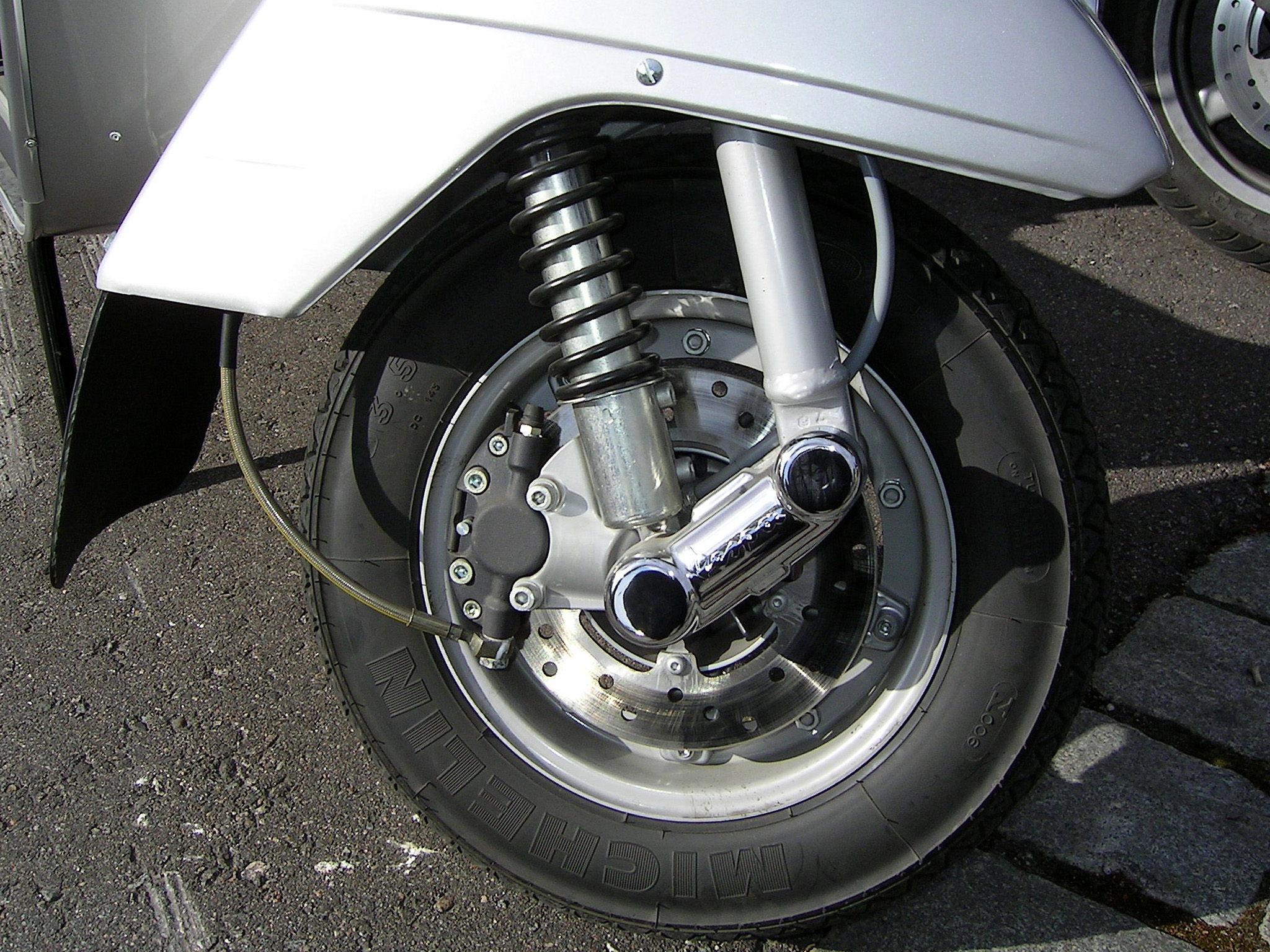
Einarmige gezogene Kurzschwinge (Vespa)
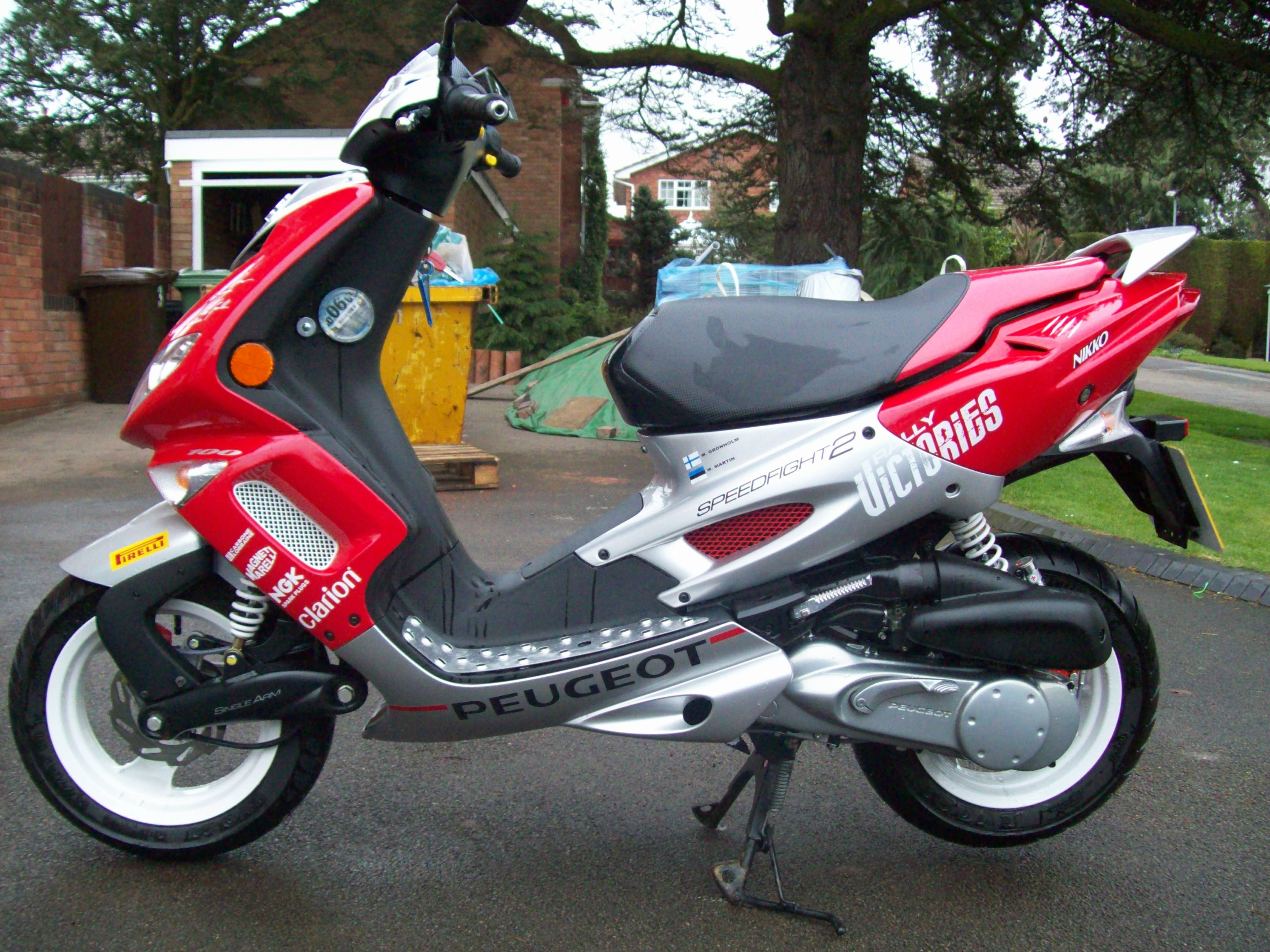
Einarmige geschobene Kurzschwinge (Peugeot)
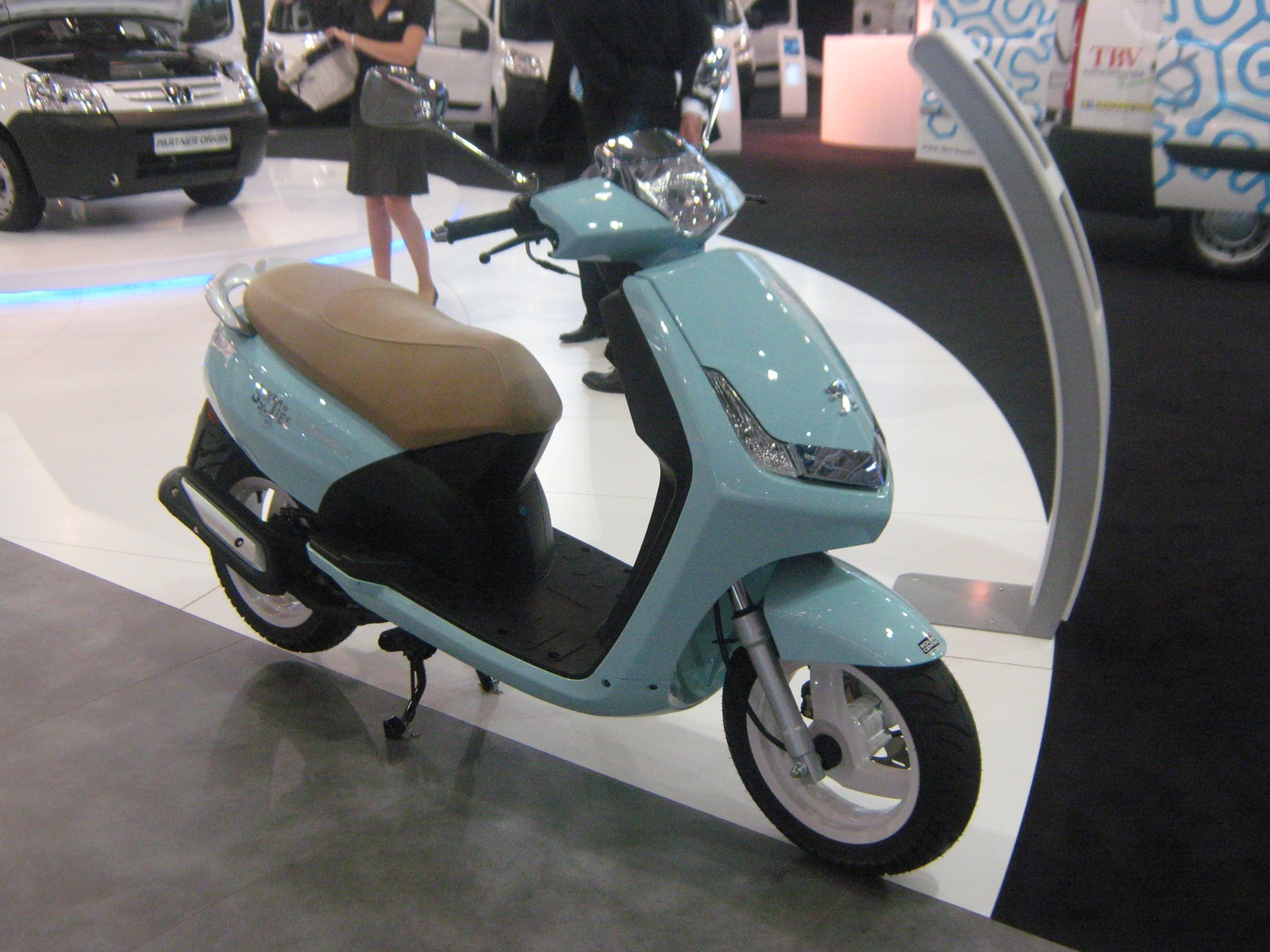
Teleskopgabel
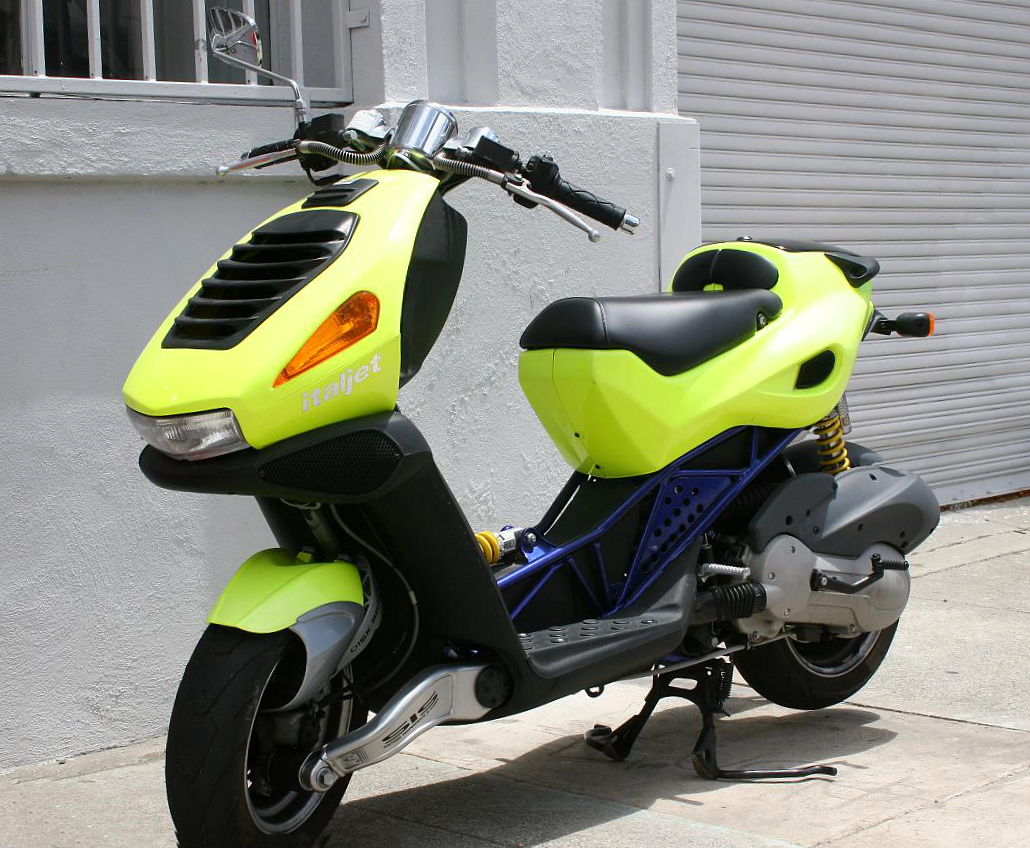
Achsschenkellenkung (Italjet)

### Räder

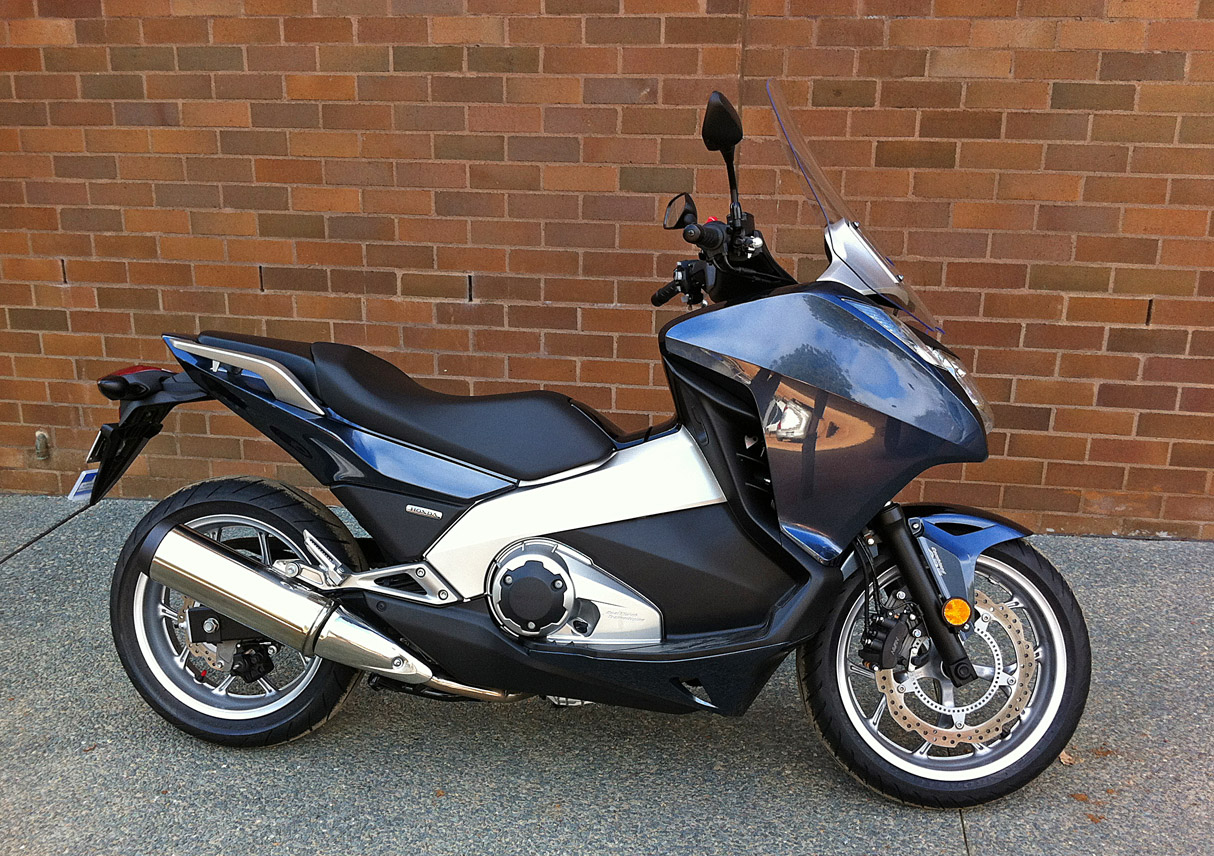
Honda Integra (2012)

Die Reifengröße variiert aktuell zwischen 8 und 14 Zoll beim klassischen Roller und von 15 bis 17 Zoll beim Großradroller; 17 Zoll hat ausschließlich der Honda Integra (Motorroller). Wegen der kleinen Reifengröße ist der Roller deutlich weniger fahrstabil als ein vergleichbares Motorrad mit größerer Bereifung. Mit zunehmender Reifengröße werden Bodenunebenheiten besser ausgeglichen und das Trägheitsmoment um die Hochachse größer; dadurch wirkt der Roller weniger „kippelig“.

### Bremsen
Der Motorroller wurde bis Anfang der 1990er-Jahre mit Trommelbremsen an beiden Rädern ausgeliefert. Mit der Vespa Cosa wurde erstmals ein Roller mit Verbundbremse (1988) und ein Antiblockiersystem (1992) angeboten. Während alle neuen Motorroller über 125 cm³ Hubraum nach der EU-Verordnung 168/2013/EU seit dem 1. Januar 2016 mit ABS ausgerüstet sein müssen, ist dieses System (Stand Mai 2016) in der Leichtkraftradklasse (bis 125 cm³ Hubraum) wenig, in der Klasse bis 50 cm³ Hubraum nicht lieferbar.

## Sonstiges

### Tuning
Unter Tuning versteht man technische oder optische Veränderungen am Fahrzeug. Für veränderte Automatikmokicks siehe Scootertuning.

### Kultur
Einige Motorrollerfahrer nennen sich auch Scooterists oder Scooterboys (von engl. Scooter=Roller). Scooterists bevorzugen normalerweise Blechroller mit Schaltgetriebe, da es sich um einen Trend mit starken Traditionen handelt (siehe auch Mod (Subkultur)). Viele Scooterists haben sich auch in Scooter Clubs (S. C.) oder Rollerklubs (R. K.) zusammengefunden und organisieren Treffen, Allnighter oder Rennveranstaltungen wie die Euro Scooter Challenge.

### Clubs
Es gibt markenbezogene Clubs, wie zum Beispiel: den Heinkel-Club Deutschland e. V. (HCD), den VCVD (Vespa Club von Deutschland e. V.) oder den Lambretta Club Deutschland e. V. (LCD) usw. Des Weiteren gibt es zahlreiche inoffizielle und markenunabhängige Scooter-Clubs.

## Hersteller

### Aktuelle Hersteller

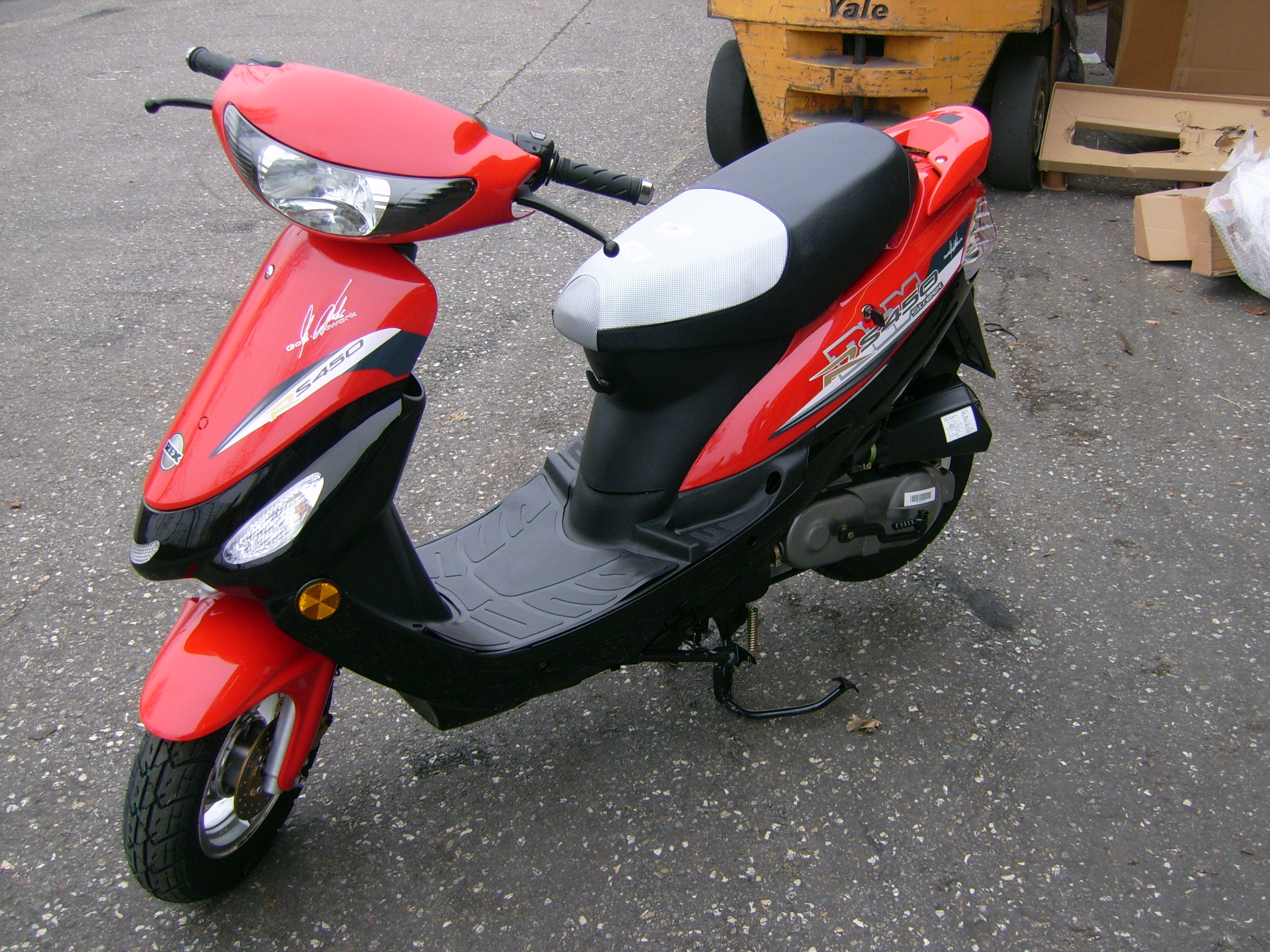
Rex

Der Markt der 50-cm³-Zweitakt-Roller wurde bis in die 2000er-Jahre dominiert von Aprilia, CPI, Gilera, Italjet, Kymco, MBK, Peugeot Motocycles, Piaggio, SYM und Yamaha. Marktführer ist heute in Europa Piaggio, ein Vertriebskonzern, der neben Piaggio auch Vespa, Aprilia, Gilera und Malaguti führt; darüber hinaus fertigen in Europa noch Italjet, Honda, und Benelli, in Frankreich (MBK beziehungsweise Yamaha und Peugeot Motorcycles) und in Spanien Tauris. Die überwiegende Zahl der Motorroller wird heute in Fernost hergestellt, entweder in Taiwan oder China. Sie sind Eigenentwicklungen oder werden in Lizenz gefertigt (zum Beispiel von Honda, Yamaha oder Sachs). Eine Reihe chinesischer Hersteller produziert identische Motorroller unter verschiedenen Markennamen, die in Europa nicht über Fachhändler, sondern auf alternativen Vertriebswegen ohne eigenes Servicenetz vertrieben werden, zum Beispiel über Baumärkte, Teleshopping, eBay oder als Zugabe zu Mobilfunkverträgen. Dazu gehören Marken wie Baotian, Buffalo, Dafier, Jack Fox, Jimstar, Jinlun, Jinan Qingqi, Rex, Tell, Yiying (Benzhou) und Zhongyu.
Bei den Rollern über 125 cm³ Hubraum, für die die Fahrerlaubnis Klasse A2 oder A notwendig ist, spielen Piaggio mit Aprilia, Kymco, Yamaha (TMAX und Majesty), Honda (Silver Wing) und Suzuki (Burgman 400 und 650) eine große Rolle.
- Adiva
- Adly
- Aprilia
- Bajaj Auto
- Baotian
- Benelli
- BMW
- CPI
- Daelim
- Derbi
- Garelli
- Generic
- Govecs
- Gilera
- Honda
- Italjet
- Keeway
- Kreidler
- Kymco
- LML (Lohia Machinery Limited)
- Malaguti
- MBK
- Pegasus
- Peugeot
- PGO Scooters
- Piaggio
- Rivero
- Romet
- SEV electric vehicles
- Suzuki
- SYM
- TGB (Taiwan Golden Bee)
- Tauris
- Vespa
- Yamaha

### Historische Hersteller
Deutsche Fabrikate, früher bekannt unter den Namen Heinkel, Zündapp, NSU, Maico, Simson, IWL und anderen, sind vom Markt verschwunden, ebenso amerikanische Modelle wie Wyse.
- Achilles (mit Knieschluss)
- Adler in Frankfurt am Main

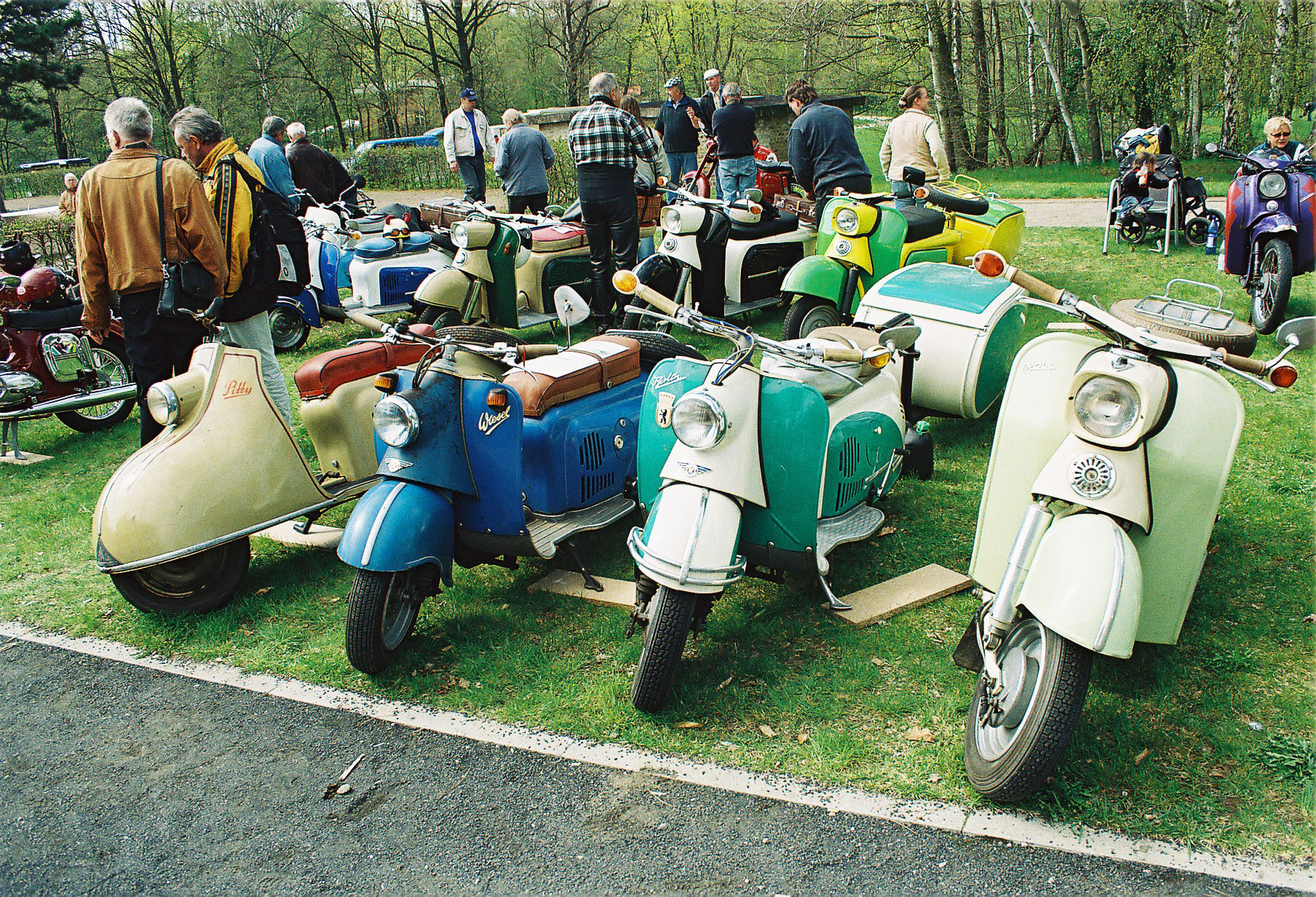
Die vier von den Industriewerken Ludwigsfelde produzierten DDR-Motorroller

- AGF (André und George Faizant), Frankreich
- Agrati
- AMI (Jaroslav Frei), Zürich
- Bastert-Werke
- Binz
- BMW (BMW R 10, nur Prototypen)
- C. A. S. (Ceská Automonilová Spolecnost), Prag (um 1920)
- Čezeta: eine Rollerserie, die auf Jawa-Motoren basierte
- Cushman
- Gottfried Delius (Cityfix), Osnabrück
- DKW
- Dürkopp
- FAKA
- Ferbedo
- Göricke in Bielefeld
- Garelli (Capri-Roller)
- Glas (Goggoroller)
- Harley-Davidson (Harley-Davidson Topper)
- Heinkel
- Hercules
- Hoffmann
- Hummel-Werk Ordemann & Hauser (Sitta), Sittensen
- Innocenti
- IWL mit den Typen Pitty,
 Wiesel, Berlin und Troll
- Jawa
- Kleinschnittger
- Kreidler
- Kroboth
- KTM
- Lambretta
- Lohner
- LUTZ
- Maico
- Mammut in Bielefeld
- Mars in Nürnberg
- Meister in Bielefeld
- Mota in Nagold
- Manet (Unternehmen), Tschechoslowakei
- NSU
- Oscar (Dennis Poore), Blackburn, Lancashire (keine Serienproduktion)
- Progress
- Puch
- Rex
- Riedel Motoren AG in Immenstadt, (Till, nur Prototypen)
- Röhr (Roletta) in Landshut
- Sachs
- Simson mit der „Schwalbe“ und dem SR50
- Triumph (TWN) in Nürnberg
- Venus Fahrzeugbau, Donauwörth
- Victoria-Werke in Nürnberg
- V. M. O. Kleinfahrzeugbau, 1948 bis 1951 in Lamspringe
- Wjatka/Вятка (SU)
- Walbaschewski in Reutlingen
- Wyse (USA)
- Zündapp